# Спецгрупи НКВС

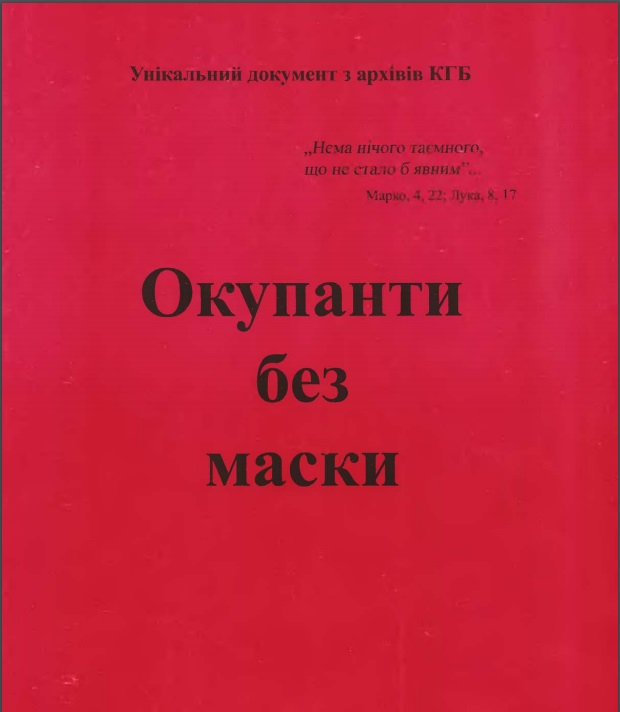
Титульна сторінка книги «Окупанти без маски. Документ з архіву КГБ УРСР» з епіграфом «Нема нічого таємного, що не стало б явним».

Спецгрупи НКВС — спеціальні загони, створені НКВС для боротьби з національно-визвольними рухами переважно на територіях, анексованих СРСР перед німецько-радянською війною, зокрема з ОУН та УПА в Україні (переважно Західній), а також у країнах Балтії проти «лісових братів» та на території Білорусі проти «чорних котів»[неавторитетне джерело]. Відомі також як «агентурно-бойові групи (АБГ) НКВС–МВС–НКДБ–МДБ», легендовані групи, «лжебоївки УПА», «переодягнені енкаведисти».
Після реорганізації НКВС спецгрупи діяли також у структурах НКДБ, МВС та МДБ.
Спецгрупи НКВС на території УРСР діяли впродовж десяти років у період з 1944 по 1953 роки. За цей проміжок часу жертвами їхньої діяльності стали тисячі громадян, котрі були взяті до полону, заарештовані та вбиті членами цих спецзагонів НКВС.

## Передісторія
Рухаючись під час радянсько-німецького протистояння на захід, Червона армія відвойовувала у вермахту територію України, в тому числі анексовану СРСР та приєднану до УРСР після початку Другої світової війни, на якій радянське керівництво отримало спротив значної частини місцевого населення, в тому числі організованого в підрозділи УПА та в підпільну мережу ОУН. Реагуючи на ситуацію, у березні 1944 року для боротьби з українським національно-визвольним рухом у Рівному створено оперативний штаб НКВС.
У 1944—1945 роках керівництво СРСР спочатку недооцінило масштабів визвольного руху в Україні та помилково вважало, що зможе легко впоратися з повстанцями та підпільниками до котроїсь зі «святкових дат» календаря, за допомогою переважно військових та військово-чекістських операцій. Однак швидко переконались у безперспективності такого підходу. Підрозділи УПА намагалися діяти партизанськими методами, уникаючи відкритих боїв із переважними силами ворога, а з другої половини 1945 року за вказівкою командування УПА, великі підрозділи Української повстанської армії були переформовані у добре згуртовані та озброєні дрібніші, з дислокацією у лісових масивах, крім того, додатково у сільській місцевості створено розгалужену мережу підпільних «боївок» по 10-15 чоловік у кожній. У результаті радянські карально-репресивні органи вдалися до широкого використання цілого спектру спеціальних засобів хімічного, бактеріологічного й технологічного (наприклад, засоби спецзв'язку «Тривога», «Метео») впливу та спеціальних заходів: використання службово-розшукових собак, компрометація повстанців та підпільників. До таких заходів належить і створення спецгруп НКВС та спецзагонів НКВС, котрі діяли під виглядом відділу УПА, боївки СБ ОУН проти загонів повстанців, боївок підпільників та місцевого населення.
Радянські спецслужби використовували метод переодягання та маскування для боротьби з повстанським рухом як задовго до Другої світової війни, так і після неї. За даними доктора історичних наук та керівника кафедри історії спецслужб Національної академії СБУ Дмитра Вєдєнєєва, ще на початку 20-х років XX століття органи ВЧК під керівництвом Фелікса Дзержинського створювали так звані «лжебандитські формування». Так, наприклад, кіннотники Григорія Котовського імітували кубанську донську бригаду Фролова. Засновник СРСР та лідер більшовизму Володимир Ленін видавав вказівки вбивати заможних людей від виглядом «зелених» та провести військові акції на території Латвії та Естонії під виглядом загонів Балаховича.
Востаннє за часів існування СРСР КДБ СРСР застосовував такі методи в період війни в Афганістані 1979—1989 років, коли створювались «лжебанди» з перевербованих афганських моджахедів та співробітників афганської служби держбезпеки.
Діяльність спецгруп НКВД представляли собою класичні операції під фальшивим прапором.

## Правова база, керівництво та документи
Від самого початку свого існування діяльність спецгруп НКВС мала протизаконний характер, вона не була передбачена законом, а лише регламентувалася відомчими розпорядчими документами та листами; за допомогою компромату до діяльності спецгруп НКВС залучали осіб, що раніше вчинили злочини проти населення.
У травні 1945 року тодішній перший секретар ЦК КП(б)У Микита Хрущов під час виступу на нараді секретарів обкомів, начальників управлінь НКДБ і НКВС західних областей УРСР заявив:

| Я вважаю правильним створення спецгруп із колишніх бандитів[a]. Треба їм дати одне конкретне завдання, і коли його виконають, можна сказати, що вони свою провину спокутували[13][14] |
Підпорядковувалися спецгрупи НКВС Головному управлінню боротьби з бандитизмом НКВС.
Діяльність спецгруп НКВС та, з 1946 року, спецгруп МДБ керувалася з центрального апарату в Москві, звідки надходили накази та інструкції, туди ж направлялися звіти про діяльність спецгруп та захоплені ними документи. Як стверджує доктор історичних наук Георгій Папакін,

| Упродовж 1945—1947 років справа керівництва спецгрупами з-поміж колишніх повстанців «…» вислизнула з рук НКВД/МВД. З лютого 1947 р. завдання остаточного придушення національного руху в Західній Україні було повністю покладено на МДБ.[15] |
Більшість архівних матеріалів про діяльність спецгруп НКВС-МДБ, що діяли під виглядом українських повстанців, були знищені в архівах КДБ в 1990 році. За словами Богдана Гориня:

| Коли у 1990 році керівники СРСР зрозуміли, що імперія розпадається, а сліди злочинів можуть залишитися, надійшла інструкція з Москви №00150 знищити усе, що стосується боротьби з національно-визвольним рухом, періодом шістдесятництва, 80-х років. Є відомості і спогади, що машини під’їжджали до КГБ у Станіславові, у Львові, вантажили архівні документи, вивозили за місто для спалення. І в Києві те саме робилося. З 13-ти томів, назбираних проти генерала Чупринки-Шухевича, залишився 1. Із майже 30-ти томів про керівництво ОУН залишилося всього 8, інші спалені. Таким чином, ми багато чого втратили з оригіналів. |
11 червня 1993 року заступник начальника архіву Служби безпеки України Вижак заявляв:

| … матеріалів про діяльність легендованих груп НКВС-МДБ в архівах СБУ немає. |
У 2014 році колишній керівник архіву СБУ Сергій Богунов заявив, що більшість документальних свідчень таки було знищено, але не всі. Деякі документи все ж були віднайдені та оприлюднені. На сьогодні знайдено кілька десятків документів. Знайдено завдяки тому, що вони не зберігалися централізовано, а були розпорошені різними фондами Галузевого державного архіву СБУ й обласних управлінь СБУ, Центрального державного архіву громадських організацій (колишній архів Інституту історії партії при ЦК Компартії України) й обласними архівами.
Це, зокрема, рапорт начальника відділення УНКВС Тернопільської області майора держбезпеки Соколова від 3 січня 1946 року генерал-майорові Анатолію Горшкову про діяльність організованої з колишніх націоналістів та очолюваної ним спецгрупи НКВС, що діяла під виглядом УПА від січня 1945 року по зиму 1946 року (надалі в тексті — рапорт), лист під грифом «цілком таємно» за № 8/156451 «Повідомлення про організацію та результати роботи спеціальних груп для боротьби з оунівським бандитизмом у західних областях України» (надалі в тексті — лист), котрого 26 липня 1945 року тодішній народний комісар НКВС УРСР Василь Рясной направив з Києва до Москви народному комісарові внутрішніх справ СРСР Лаврентію Берії, оприлюднений Іваном Біласом, доповідна записка № 4/001345 військового прокурора військ МВД Українського округу Г. Кошарського «Про факти брутального порушення радянської законності в діяльності т. зв. спецгруп МДБ» (рос. «О фактах грубого нарушения социалистической законности в деятельности так называемых специальных групп МГБ», надалі в тексті — доповідна) на ім'я Микити Хрущова від 15 лютого 1949 року, доповідна записка під грифом «цілком таємно» Міністерства державної безпеки УРСР «Про використання спеціальних агентурно-бойових груп з ліквідації підпілля ОУН і його збройних банд у західних областях Української РСР» (рос. «Об использовании специальных агентурно-боевых групп по ликвидации подполья ОУН и его вооруженных банд в западных областях Украинской ССР», надалі в тексті — записка) від 25 вересня 1949 року, направлена з Києва до Львова тодішньому начальнику Управління МДБ по Львівській області Майструку (аналогічні записки були надіслані до всіх областей УРСР, в яких велася національно-визвольна боротьба українського народу) як інструкція з виконання наказу МДБ СРСР № 00207 від 22 квітня 1947 року про ліквідацію українського національно-визвольного підпілля, оприлюднена Народним Рухом України в книзі «Окупанти без маски. Документ з архіву КГБ УРСР» в 2010 році.

## Вербування повстанців та підпільників
Підготовку до вербування українських повстанців та підпільників радянське керівництво розпочало з ідеологічної обробки та пропаганди, аби посіяти серед населення недовіру до ОУН та УПА, а серед повстанців — сумнів у можливості успішного спротиву комуністичному режимові. Ще в лютому 1944 року Постановою Політбюро ЦК КП(б)У від імені Президії Верховної Ради УРСР і Ради Народних Комісарів УРСР був затверджений текст звернення до вояків УПА та населення західноукраїнських земель, в котрому воякам УПА було обіцяно «цілковите прощення їхньої тяжкої помилки, їхніх минулих провин перед Батьківщиною», якщо вони добровільно перейдуть на бік радянської влади, «зречуться всякої боротьби та ворожих виступів проти Червоної Армії…». Текст надрукували у вигляді листівок та розкидали з літаків над територією Західної України, а також над Житомирською, Вінницькою і Кам'янець-Подільською областями, котрі всі на той момент іще перебували під німецькою окупацією. Такі ж звернення до населення західних областей України приймалися ще декілька разів: у кінці листопада 1944 року — з нагоди звільнення від нацистів усіх українських земель, в травні 1945 року — з приводу перемоги над Німеччиною, в лютому 1946 року — після виборів до Верховної Ради УРСР. У кожному з цих звернень радянська влада обіцяла населенню, що помилує всіх тих учасників визвольної боротьби, хто «щиросердно покається в своїх злочинах» і буде чесно працювати. Але насправді ті, хто повірив цим обіцянкам і прийшли з повинною, все одно потрапляли до таборів, а ті з них, хто погоджувався співпрацювати з карально-репресивними органами СРСР, використовувалися як агенти, провокатори, бойовики, а пізніше створювали з участю завербованих агентів спеціальні загони НКВС та МДБ.
З довідки від 26 квітня 1945 року під грифом «Цілком таємно» відповідального працівника НКВС УРСР Задої щодо використання каральними органами СРСР у боротьбі проти українського підпілля колишніх оунівців: «бандити призовного віку, що з'явилися з повинною, після їх опитування про банди, оунівське підпілля, направляються до військкоматів для направлення до Червоної Армії, особи непризовного віку, після відповідної їхньої політичної обробки, направляються за місцем проживання із узяттям на оперативний облік у райвідділах НКВС. З числа бандитів, що з'явилися з повинною, створені бойові групи, а особи, котрі з'явились до органів НКВС і про їхню явку до нас невідомо їх оточенню, вербуються як агенти. Трапляються випадки, коли бандити, що з'явилися з повинною, на допитах поводяться нещиро — піддаються арешту.»
За участь у спецгрупах НКВС, захопленим до полону підпільникам ОУН та бійцям УПА представники НКВС також обіцяли амністію або не притягувати до кримінальної відповідальності за колишню антирадянську діяльність у формуваннях ОУН чи УПА та повернення до рідних домівок висланих радянською владою у віддалені райони СРСР (Сибір) родичів, яких радянська влада зазвичай депортувала у віддалені райони СРСР як родичів підпільників ОУН та вояків УПА; їм також виплачували гроші. Як згадував у своїх мемуарах під назвою «За східнім обрієм (Спомини про пережите)» Данило Шумук, у Києві, в обласному управлінні НКВС за адресою Короленка, 18, співробітники спецслужби вербували його, затриманого за підозрою в повстанській діяльності, обіцяючи, в разі співпраці, спалити протокол затримання та відпустити, а в разі відмови погрожували репресіями щодо його дітей. Потім піддали тортурам, наприклад:

| П'ять діб я відсидів в малесенькому боксі півтора на півтора метра, при абсолютній темноті, на 300 грамах хліба і пів літра води. Передати ступінь знущання таким карцером неможливо, це може уявити собі тільки той, хто був у них.[31] |
Згодом перевели до іншої камери «на вісім квадратних метрів з маленьким віконечком десь там високо під самою стелею», усе облаштування котрої складалося з «однієї дерев'яної решітки, яка лежала під батареєю на асфальтній підлозі»:

| Дижурний безперервно дивився у вовчок, щоб я не спав. О десятій годині вечора мене покликали на допит. «…» Нарешті я опинився у великому кабінеті. «…» я цілу божу ніч сидів на табуретці посередині тієї великої кімнати і куняв. Декілька разів засинав і падав. Тільки один вартовий стояв і безперервно дивився за мною. Вранці мене відводили в той же самий бокс і цілий день не давали спати. Ввечері, в десять годин, мене знову попід руки відводили у той же самий кабінет.[31] |
Арештований оунівець Володимир Копись в своїх спогадах з назвою «Мої роки, моє життя належать Україні» розповідає як працівники МДБ намагались його завербувати. Вони, намагаючись його схилити до співпраці з МДБ, спочатку хотіли його пригостити делікатесами та горілкою, які відразу забрали, коли він відмовився співпрацювати з МДБ. Вони обіцяли пробачити йому його антирадянську діяльність, якщо він погодиться на співпрацю. Потім йому погрожували, а пізніше після його відмови від співпраці з МДБ вони його багато разів били до втрати свідомості, зламали йому пальці і посадили в тюрму.
А ось як описує референту пропаганди крайового проводу «Захід-Карпати» на псевдо «Гомін» процес схиляння до співпраці колишній агент-бойовик Станіславського УМВС «Шварно»:

| Відразу після захоплення до нього гарною українською мовою звернувся заступник начальника Управління Арсеній Костенко: «Як себе почуваєш? Думаю, ти не дурна людина і будеш з нами працювати?» У кузові машини «Шварно» відразу ж почали «обробляти» досвідчені агенти-бойовики: мовляв, за співпрацю все пробачать, як і нам, подарують свободу. У кабінеті Костенка бесіду продовжили одягнені в цивільне бувалі «бандолови» Олексій Нечаєв, Петро Форманчук і Слепов: «Боротьба безглузда, будь розсудливий. Погоджуючись на співпрацю, врятуєш життя не тільки собі, а й своїм друзям, принесеш користь українському народу. А інакше — ти знаєш, що тебе чекає. Твоя доля у твоїх руках, все пробачимо — даю слово комуніста».Оригінальний текст (рос.) Сразу после захвата к нему на хорошем украинском языке обратился заместитель начальника Управления Арсений Костенко: «Как себя чувствуешь? Думаю, ты неглупый человек и будешь с нами работать?» В кузове машины «Шварно» сразу же начали «обрабатывать» опытные агенты-боевики: дескать, за сотрудничество все простят, как и нам, подарят свободу. В кабинете Костенко беседу продолжили одетые в гражданское бывалые «бандоловы» Алексей Нечаев, Петр Форманчук и Слепов: «Борьба бессмысленна, будь благоразумен. Соглашаясь на сотрудничество, спасешь жизнь не только себе, но и своим друзьям, принесешь пользу украинскому народу. А иначе — ты знаешь, что тебя ожидает. Твоя судьба в твоих руках, все простим — даю слово коммуниста». |
Зовсім інакше характеризує в своєму «листі» обставини та процес вербування Василь Рясной:

| «У зв'язку з організованим поступовим розгромом банд УПА і ліквідацією політичної мережі ОУН у поєднанні з партійно-політичною роботою у західних областях України з початком весни 1944 р . помітно посилилася явка з повинною в органи НКВС бандитів УПА, оунівських підпільників та тих, хто ухилявся від служби в Червоній Армії. Беручи до уваги, що частина тих, хто з'явився з повинною, має широкі зв'язки з керівниками оунівського підпілля й УПА, а також добре ознайомлена з конспіративними порядками антирадянського підпілля, частину цих людей ми почали використовувати спочатку як окремих агентів-бойовиків …»[3][34] |
Причому, згідно з наказами НКВС, вербувати повстанців чи підпільників мав право не будь-хто зі співробітників спецорганів, а лише начальники управлінь та відділів НКВС або їхні заступники з оперативної роботи. За спогадами Данила Шумука, в київському УНКВС його в кабінеті заступника начальника обласного НКВС допитували два полковники, майор і капітан, і саме один з полковників намагався завербувати.
Завербовані агенти-бойовики отримували від свого керівництва завдання проникати до повстанських загонів та підпільних груп і захоплювати до полону або, у разі неможливості такого варіанту, фізично знищувати їхніх керівників. Приклад такої «ліквідаторської» діяльності наводить в «записці» Леонід Пастельняк в повідомленні за 5 червня. Там йдеться про агента-бойовика Дрогобицького обласного управління МДБ на псевдо «Данило», котрий, за вказівкою карально-репресивних органів, відновив зв'язки зі станичним підпільної сітки ОУН одного з сіл Дрогобиччини на псевдо «Мико» та долучився до збору продуктів та передачі їх підпільникам. Забравши від «Мико» продукти, «Данило» обробив їх миш'яком, отриманим від МДБ, та передав їх підпільникам. Від отрути загинули троє: керівник пропаганди районного проводу ОУН на псевдо «Мирон», керівник збройної групи на псевдо «Чорногора» та санітарка районного проводу на псевдо «Селянка». Захоплений Службою безпеки ОУН агент-бойовик МДБ «Данило» на допиті заявив, що в смерті підпільників винуватий станичний «Мико», від котрого «Данило» отримав продукти. В результаті «Мико» відсторонили від підпільної роботи, а на його місце призначили агента МДБ «Данила»..
З «листа» Рясного:

| У тих випадках, коли агент-бойовик, який влився до банди або підпілля ОУН, не мав можливості фізичного знищення або захоплення керівника-ватажка, його завданням була компрометація ватажка банди або місцевого підпілля для посилення та активізації внутрішнього розкладу банди або місцевої організації ОУН.Оригінальний текст (рос.) В тех случаях, когда агент-боевик, который влился в банду или в подполье ОУН, не имел возможности физического уничтожения или захвата руководителя-главаря, его заданием была компрометация главаря банды или местного подполья для усиления и активизации разложения банды или местной организации ОУН. |
Отримували завербовані й накази на ліквідацію інших осіб, життя та діяльність яких ставали невигідні НКВС. Саме за допомогою таких бойовиків, на думку Івана Біласа та Володимира Сергійчука, були вбиті Ярослав Галан та Гавриїл Костельник.

## Спецгрупи НКВС в Україні
Як пише далі в «листі» нарком Рясной:

| … частину цих людей ми почали використовувати спочатку як окремих агентів-бойовиків, а пізніше — у бойових групах особливого призначення, названих нами спеціальними групами.[3] |

### Спецгрупи НКВС та радянські партизани
Перші дані про наявність народного ополчення на територіях Західної України, (яке незабаром реформувалося в УПА), котрі спершу мали розпливчастий характер, навіть мали ознаки дезінформації, почали надходити до Центрального штабу партизанського руху (ЦШПР) з кінця 1942 року. Для з'ясування реального стану речей була залучена розвідка, а на початку 1943 року був розроблений оперативний план щодо посилення радянського партизанського руху в Україні. Згідно з цим планом, затвердженим 15 січня 1943 року начальником ЦШПР Пантелеймоном Пономаренком, у січні 1943 року партизанські загони та з'єднання, що йменувались «українськими», з території Росії й Білорусі, де вони раніше перебували, були передислоковані до України, а їхнє командування стало регулярно доповідати керівництву про діяльність українських націоналістів. Основними цілями діяльності радянських партизан стали заходи з розкладання місцевої поліції й «націоналістичних» формувань на території УРСР. Одночасно в складі більшовицьких партизанських загонів почали формуватися спецвідділи під виглядом боївок УПА. Зафіксовано випадок, коли члени такого псевдовідділу, так звані «сафатовці», ще в 1943 році замордували одного з жителів села Карагінка Млинівського району Рівненської області й почепили йому на груди табличку з написом «Зрадник українського народу».
На території ж Західної України впродовж майже двох років взагалі не було жодного з'єднання радянських партизан, за винятком чекістського загону Дмитра Медведєва «Переможці», котрий забезпечував діяльність відомого «ліквідатора» НКВС Миколи Кузнєцова, та ще 7-го й 12-го батальйонів зі з'єднання Олександра Сабурова, спеціально спрямованих туди для розкладання «націоналістичних формувань». Радянський розвідник-терорист Микола Кузнєцов намагався боротися з українськими патріотами руками німецьких окупантів. Здійснюючи замахи на життя гітлерівських високопосадовців, він залишав на місці терористичного акту документи націоналістичного спрямування, списки українських націоналістів, вигукував «Слава Україні!», що викликало у відповідь репресії нацистів до українського населення теренів. Він же, захоплений у полон на Волині в Вербському районі військово-польовою жандармерією УПА, виказав таємниці розвідувально-диверсійної групи з радянських партизанів, котра під командуванням лейтенанта Бориса Крутікова, колишнього «бульбівця» Тараса Боровця, вдавала з себе рейдовий по Волині відділ УПА, що й допомогло повстанцям затримати й розбити її в тому ж районі. Та й загинув Микола Кузнєцов на Галичині, захоплений у полон повстанцями сотні «Чорногори» з куреня «Шугая».
Головним завданням радянських партизан в Україні була не тільки і не стільки боротьба з німецькими окупантами, скільки знищення повстансько-підпільних формувань, які виступали проти цих окупантів, ліквідація їхнього керівництва, компрометація національно-визвольного руху.
Зі становленням УПА та розгортанням активного опору вермахту Йосип Сталін та його підлеглі зрозуміли, що український національно-визвольний рух проти німецької окупації становить для них серйозну небезпеку, оскільки ставить знак рівності між нацизмом та комунізмом. Розпочався наступ на партизанські сили, непідконтрольні Кремлю, методи котрого були вже давно відпрацьовані НКВС на інших супротивниках: компрометація та фізичне знищення. 3 листопада 1943 року з ЦШПР в штаби партизанського руху під грифом «цілком таємно» розіслано директиву № 3762, відповідно до якої вимагалось:
- вести ретельний облік усіх місцевих націоналістичних формувань;
- засилати свою агентуру до відділів УПА для з'ясування їхньої організації, озброєння, дислокації, системи зв'язку між ними і підпіллям ОУН;
- вербувати внутрішніх агентів (два останні завдання доручалося проводити тільки досвідченим агентурним працівникам).

Згідно з іншими керівними документами, радянські партизанські загони мали виступати під виглядом підрозділів УПА, вбиваючи й грабуючи мирне населення.
Для фізичного винищення національних формувань на теренах Західної України Верховний головнокомандувач збройних сил ССР і його наближенці вирішили вдарити по УПА силами радянських партизан, що розташовувалися на території Білорусі. Карпатський рейд партизанського з'єднання під командуванням Сидора Ковпака, що тривав з 12 червня по 21 жовтня 1943 року, називався ще й «Сталінським рейдом», бо секретне завдання, а саме знищення збройних формувань УПА й ОУН на його шляху, його командирові на початку червня 1943 року поставив Сталін особисто. Ця мета рейду була прихована від широкого загалу, відома небагатьом, серед них комісарові з'єднання Семену Руднєву. До цього походу ковпаківців відкритої ворожнечі між силами УПА та радянськими партизанами фактично не було, та й не могло бути, бо на той момент у районах дислокації УПА загонів радянських партизанів не існувало. І єдиною військовою силою, яка збройно захищала українське населення від нацистів, як про це написав у своєму щоденнику Семен Руднєв, була саме Українська повстанська армія.
Радянське керівництво широко використовувало «червоних партизанів» для придушення національно-визвольного руху в Україні й надалі. Для цього, наприклад, згідно з Постановою ЦК КП(б)У від 9 лютого 1944 року, до Львівської та Тернопільської областей було передислоковано партизанське об'єднання Степана Маликова із загальною чисельністю 4460 бійців, а у Дрогобицьку і Станіславську (Івано-Франківську) області перекинуто два загони, кожний по 500 осіб, з партизанського з'єднання Олексія Федорова.
17 березня 1944 року керівник Українського штабу партизанського руху (УШПР) Тимофій Строкач поставив завдання радянським партизанським загонам викривати формування УПА, засилати до них свою агентуру та організовувати теракти щодо керівництва ОУН і УПА. Згідно з цією вказівкою, наприклад, у з'єднанні партизан під командуванням Чижова повинні були створити спецгрупу на чолі з таким собі Яркіним, призначену для організації терактів, у тому числі над керівництвом ОУН та її СБ.
Згодом, після розформування партизанських підрозділів, у боротьбі проти українських повстанців керівництво НКВС використовувало колишніх командирів та бійців радянських партизанських загонів. Шифротелеграмою № 5897 від 26 липня 1944 року Тимофій Строкач наказував:

| «при розформуванні загонів особовий склад у необмеженій кількості передати представникові НКВС»[49][50]. |
У серпні 1944 року Політбюро ЦК КП(б)У, враховуючи досвід «червоних партизанів» у боротьбі з загонами УПА та знання місцевих умов, ухвалює політичне рішення передати партизанську дивізію імені Сидора Ковпака до НКВС УРСР у повному складі й зі всією зброєю «для проходження подальшої служби, використавши її в першу чергу для якнайшвидшої ліквідації націоналістичних банд». Дивізія Ковпака взяла участь у бойових операціях проти відділів Української повстанської армії на межі між Волинню та Галичиною. Коли ж Червона Армія витіснила німців з території Волині, партизанське з'єднання Сидора Ковпака було розформоване, а на його основі, спеціально для «боротьби з німецько-українськими націоналістичними бандами», створено партизанську дивізію під командуванням генерала НКВС Петра Вершигори. Надалі дивізія переважно проводила типові поліцейсько-каральні акції проти цивільного населення України. Переформатований підрозділ, що нараховував у своєму складі понад 500 осіб і діяв під виглядом УПА, крім того, щоб налаштовувати своїми провокаціями населення проти повстанців, отримав також іще одне завдання — ввійти до контакту з великими формуваннями УПА, що діяли на теренах Волині та Станіславщини для їхнього подальшого знищення. Але ковпаківцям вдалося обдурити лише декілька окремих груп повстанців.
За твердженням кандидата історичних наук, старшого наукового співробітника Інституту українознавства ім. І. Крип'якевича НАН України Юрія Зайцева, ініціатором практичного створення спецзагонів і спецгруп НКВС на території України та включення до їх складу колишніх «червоних партизан» був нарком внутрішніх справ УРСР в 1943—1946 роках Василь Рясной, який 20 вересня 1944 року написав доповідну записку Дем'янові Коротченку, секретареві ЦК КП(б) України, запропонувавши у ній сформувати нові загони на базі 1-ї Української партизанської дивізії СРСР Сидора Ковпака, котрою на той момент командував Петро Вершигора. Керівництво задум сприйняло і весь особовий склад дивізії поповнив ряди спецгруп НКВС та загонів НКВС.
Причому, на думку професора, доктора історичних наук Юрія Шаповала, на початковій стадії існування спецгруп НКВС до їх складу, крім кадрових співробітників НКВС, входили переважно представники червоних партизанських загонів, а включати до них завербованих колишніх вояків УПА, підпільників та представників СБ ОУН почали пізніше.
Автором ідеї про створення так званих «конспіративно-розвідувальних груп», які мали діяти під керівництвом кадрових співробітників НКВС і до котрих мали також входити перевербовані вояки УПА та колишні «червоні партизани», був один зі співробітників НКВС, так званий «капітан Коротков», котрий подав народному комісарові внутрішніх справ УРСР Василю Рясному відповідну пропозицію ще влітку 1944 року. Він же особисто сформував та очолив один з перших таких загонів з 50 упівців та 50 партизан, маскуючись посадою ад'ютанта формального командира підрозділу (у минулому — командира диверсійної боївки УПА), і за допомогою свого загону, проводячи рейд чотирма областями УРСР, підвів під удари внутрішніх військ НКВС декілька підрозділів Української повстанської армії.
Не залишились без роботи і керівники радянського партизанського руху. 9 жовтня 1944 року видано спільний наказ Народного комісаріату внутрішніх справ і Народного комісаріату державної безпеки (НКДБ) за підписами їхніх керівників Лаврентія Берії та Всеволода Меркулова «Про заходи боротьби з оунівським підпіллям і ліквідації озброєних банд ОУН у західних областях Української РСР». Згідно з цим наказом, у складі НКВС створено окреме управління боротьби з бандитизмом, котре очолив начальник УШПР генерал-полковник держбезпеки Тимофій Строкач. 14 жовтня того ж 1944 року нарком внутрішніх справ СРСР Лаврентій Берія доповідав Йосипу Сталіну, що для боротьби з повстанцями й антирадянським підпіллям об'єднано зусилля органів НКВС, НКДБ та військових частин НКВС. Цю боротьбу у Львівській, Станіславській, Дрогобицькій і Чернівецькій областях очолив особисто нарком внутрішніх справ УРСР Рясний, а в Рівненській, Волинській і Тернопільській областях — заступник наркома внутрішніх справ УРСР Тимофій Строкач (пропрацював на посаді до 1946 року, потім був підвищений до міністра внутрішніх справ УРСР, працював у 1946—1956 роках). Колишнього командира радянського партизанського з'єднання Олександра Сабурова в серпні 1944 року призначено начальником обласного Управління НКВС (згодом МВС) Дрогобицької області УРСР (пропрацював по березень 1951 року), а колишнього командира радянського партизанського з'єднання Михайла Наумова в листопаді 1946 призначено начальником Управління Міністерства внутрішніх справ УРСР в Чернівецькій області (пропрацював до серпня 1951 року). У книзі Сергійчука наведено документ-донесення від 27 листопада 1944 року начальникові Дрогобицького УНКВС Олександру Сабурову про спільну операцію проти повстанців та підпільників 25-27 листопада 1944 року спецгрупи НКВС в числі 16 осіб та партизанського загону «Імені Сталіна» в селах Орів, Ямельниця та намір продовжити її з 28 листопада в селах Урич і Підгородці.

### Якісний склад, вигляд та озброєння

Агентурно-бойова група Станіславського управління МДБ та її офіцер-куратор.

Згідно з постановою ЦК КП(б)У від 26 лютого 1945 року до створюваних спецгруп НКВС мали залучатися оунівці, які з'явилися з повинною, особливо до тих, котрі призначалися до ліквідації керівництва націоналістичного підпілля.
У прийнятій у лютому 1945 року постанові Політбюро ЦК КП(б)У приймає рішення щодо подальшої діяльності спеціальних груп НКВС:

| «З метою знищення окремих дрібних бандитських груп, так званої СБ і оунівських ватажків, за прикладом Волинської області створити групу спеціального призначення із бандитів, що з'явилися з повинною і виявили бажання боротися з бандитизмом».[7] |
Невдовзі такі групи спеціального призначення були створені в усіх західних областях УРСР.
До складу таких груп, крім завербованих НКВС повстанців та підпільників, входили також штатні співробітники спецслужб. Така спецгрупа вже могла видавати себе, залежно від легенди, за відділ Української повстанської армії, командира УПА зі своїм почотом або боївку служби безпеки ОУН і діяти від їх імені. Номінальним командиром такої спецгрупи НКВС був завербований агент, а фактично керував нею співробітник НКВС, що прикидався одним з підлеглих командира.
Спеціальні групи НКВД за своїм зовнішнім виглядом і озброєнням, знанням місцевих побутових особливостей, мови (місцевих діалектів) і конспіративним способом дії нічим, як правило, не відрізнялись від справжніх підрозділів націоналістичного підпілля, що дозволяло спецгрупам НКВД вводили їх в оману та вступати з ними в безпосередні контакти.. За спогадами колишнього учасника однієї з таких спецгруп, що діяла в Демидівському районі Рівненської області:

| «Щоранку ми, як звичайно, молилися, віталися з вигуком «Слава Україні!» і відповідали «Героям слава!», співали «Боже великий, єдиний», розмовляли українською мовою. Ніхто не міг і запідозрити, що ми не бандерівці.»[52] |
Спецгрупа НКВС була достатньо потужною бойовою одиницею, що могла, в разі потреби, вчинити збройний опір. Ось, наприклад, особовий склад та перелік озброєння спецгрупи НКВС начальника відділення відділу боротьби з бандитизмом УНКВС в Тернопільській області майора Соколова станом на 3.01.1945 року:

| група «…» в своєму складі на сьогоднішній день нараховує 27 чоловік, має на озброєнні 5 ручних кулеметів, 22 автомати, (а) решту гвинтівки, у кулеметників та командирів відділень пістолети й у всіх бійців в достатній кількості гранати.[59][60][61] |

### Район діяльності
Спецгрупи НКВС могли діяти як у межах однієї області УРСР, так і проводити рейди кількома областями. Створена «капітаном Коротковим» в 1944 році «конспіративно-розвідувальна група» проводила рейди теренами Житомирської, Рівненської, Тернопільської областей та доходила аж до Львівської області.
Зі згаданих у «листі» за 1945 рік груп усі, крім однієї, рейдової, були створені при обласних чи районних відділах НКВС семи областей (Волинської, Дрогобицької, Львівської, Рівненської, Станіславської, Тернопільської та Чернівецької) і діяли в межах цих областей.
У «записці» МДБ УРСР від 25 вересня 1949 року згадується про дії агентурно-бойової спецгрупи під виглядом СБ в селі Іспас Вижницького району Чернівецької області.
Згідно з наявними документами більшість провокаційно-терористичних спецгруп груп НКВС—МДБ діяло у межах Волинської, Рівненської та Тернопільської областей Західної України, хоча їх можна було нерідко зустріти і в інших частинах цього регіону України.
У повідомленні керівника архіву СБУ в 2014 році представлені документи про протиправну діяльність (а саме грабунок місцевого населення, привласнення речей та харчів) упродовж зими 1947—1948 років спецгруп МДБ Острозького районного відділу Рівненської області та Хустського відділу МДБ Закарпатської області.

### Кількісний склад
Рейдова група «капітана Короткова» в 1944 році нараховувала 100 бійців.
Майор Соколов у своєму рапорті згадує, що його начальник, полковник Сараєв, дав йому доручення сформувати для діяльності в районах Тернопільської області спецгрупи в кількості до 60-70 осіб.
Станом на 20 червня 1945 року у західних областях України під виглядом повстанців діяли 156 спецгруп НКВС із загальною кількістю 1783 учасники та одна рейдова група з 25 осіб. Розподіл спецгруп НКВС областями був такий:
| Волинська                           | 33  | 397  | 20 червня 1945 |
| Дрогобицька                         | 10  | 52   | 20 червня 1945 |
| Львівська                           | 26  | 219  | 20 червня 1945 |
| Рівненська                          | 49  | 905  | 20 квітня 1945 |
| Станіславська                       | 11  | 70   | 20 травня 1945 |
| Тернопільська                       | 2   | 34   | 15 червня 1945 |
| Чернівецька                         | 25  | 106  | 20 квітня 1945 |
| Усього в областях                   |     |      |                |
|                                     | 156 | 1783 | 20 червня 1945 |
| Не прикріплена до області (рейдова) | 1   | 25   | 20 червня 1945 |

«Доповідна» прокурора Кошарського від 15 лютого 1949 року та розгляд питання на Політбюро ЦК КП(б)У 22 лютого 1949 привели до спільної перевірки з боку МДБ УРСР та військової прокуратури МВД Українського округу діяльності спецгруп, внаслідок якої кількість їх було зменшено до 25 (по 4—5 спецгруп на кожну західноукраїнську область), а загальну чисельність членів — з 733 осіб до 150. Більш слухняні та керовані агенти були залишені, розшифровані або скомпрометовані — засуджені. У березні 1949 року керівництвом МДБ УРСР розформовано агентурно-бойові групи, що діяли при міських та районних відділах МДБ, натомість групи обласного і вищого рівня підпорядкування свою провокативну діяльність продовжували.
Станом на 20 лютого 1950 року діяло 19 таких спецгруп із загальною кількістю бійців 130 осіб.
За станом на 1 січня 1953 року діяло 27 агентурно-бойових груп та ще дві при Управлінні 2-Н НКДБ УРСР для забезпечення оперативних ігор із закордонними центрами Організації українських націоналістів.
Що ж до кількісного складу самих спецгруп, то зазвичай до їх складу могло входити від 3 до 50, а часом й більше бійців, хоча, здебільшого, їх кількість не перевищувала 7 осіб.

### Завдання
За даними Сергія Ткаченка, автора книги «Повстанська армія: тактика боротьби» (рос. Ткаченко С. Н. Повстанческая армия: тактика борьбы. — Мн.: Харвест, 2000), створювані групи спеціального призначення органів НКВС—МДБ мали вирішувати такі завдання:
- вести розвідувальну роботу з виявлення керівників ОУН і командирів УПА з метою їх фізичного знищення[68];
- здійснювати грабунки та вбивства місцевих жителів під виглядом ОУН—УПА з метою широкої компрометації руху опору;
- проникати до структури Проводу ОУН, у тому числі за кордоном, з метою дезорганізації роботи організації і розкладання її зсередини;
- влаштовувати політичні провокації з метою створення ворожих відносин між різними верствами населення Західної України.[4]

На думку Івана Біласа, створення спецгруп переслідувало такі цілі:
- проведення широкої агентурної роботи по виявленню важливих керівників ОУН, командирів УПА, їх фізичного знищення;
- проникнення в структури центрального Проводу ОУН, за кордоном включно, з метою дезорганізації політичної лінії українського опору;
- організація політичних провокацій і вбивств мирного населення від імені ОУН—УПА з метою компрометації боротьби ОУН—-УПА і дискредитації ідеї Української об'єднаної самостійної держави;
- організація нацьковування різних верств українського населення одні на одних;
- вороже протиставлення Західної і Східної України з метою поглиблення розколу в народі, знищення його єдності в русі опору комуністичному режиму.

Згідно з «листом» Рясного усі спецгрупи НКВС, як створювані при обласних чи районних управліннях НКВС, так і при оперативних групах НКВС УРСР, отримували від командування такі завдання:
- «захоплення або фізичне знищення керівних центрів або ватажків ОУН-УПА»;
- «знищення дрібних банд УПА і місцевих боївок ОУН та СБ»;
- «підведення банд УПА під оперативний удар органів та військ НКВС»;
- «знищення системи живого зв'язку ОУН-УПА через розгром пунктів зв'язку, знищення або захоплення зв'язкових і шефів зв'язку»;
- «збирання необхідних розвідувальних відомостей перед проведенням великих чекістсько-військових операцій»;
- «виявлення і знищення складів-криївок ОУН-УПА».

У «записці» МДБ УРСР від 25 вересня 1949 року зазначено, що агентурно-бойові групи виконують такі завдання:
- «перевірка агентурних даних стосовно осіб, причетних до оунівського підпілля або бандитської групи; встановлення займаного ними положення в підпіллі ОУН, практична діяльність їх в ОУН, найближчі організаційні зв'язки та місця укриття цих зв'язків»;
- «реалізація агентурних та слідчих даних із захоплення або ліквідації керівників та учасників оунівського підпілля і їхніх озброєних банд»;
- «встановлення організаційних зв'язків із керівниками та окремими членами ОУН з метою контролю цих зв'язків, впровадження до цих каналів зв'язку нашої агентури, а за неможливості — ліквідації виявлених оунівських зв'язків»;
- «отримання показань від заарештованих керівників та учасників оунівського підпілля шляхом допиту їх від імені СБ бандгрупи або вищих центрів ОУН»;
- «розкладання малостійких членів ОУН та бандитів і схиляння їх до явки з повинною. Організація негласної зустрічі оперативного складу органів МДБ з оунівськими нелегалами і вербування їх у ролі агентури»;
- «перевірка та встановлення фактів дворушництва агентури органів МДБ, що працюють по лінії ОУН. Розшук, захоплення або ліквідація агентів-дворушників»;
- «розкриття окремих випадків бандитських проявів; виявлення учасників бандгрупи та їхніх активних помічників, що вчинили злочин або сприяли бандитам у цьому».

За спогадами колишнього члена спецгрупи НКВС Миколи Дем'янюка з села Тучин Гощанського району Рівненської області, «головним завданням була не лише боротьба з українським національно-визвольним рухом, але й його дискредитація в очах самих же українців». Для цього члени спецгруп

| «одягали українські сорочки, шапки з тризубами, обов’язково вживали української мови. Вночі йшли до сільських хат і “вирізали” цілі сім’ї, при цьому розмовляючи українською. Як правило, одного члена родини залишали живим, щоби потім він розповідав про побачені звірства, які нібито вчинили бандерівці.[71]» |
Підтверджує намагання дискредитації і Василь Рясной в «листі»:

| У випадках загрози розшифровки або неможливості здійснення захоплення визначених планом ватажків ОУН-УПА учасники спецгруп знищують останніх, до того ж у багатьох випадках створюють таке враження в оунівському середовищі і серед населення, що знищення керівників ОУН-УПА здійснено бандитами СБ (ОУН).Оригінальний текст (рос.) В случаях угрозы расшифровки или невозможности осуществления захвата определенных планом главарей ОУН-УПА участники спецгрупп уничтожают последних, к тому же во многих случаях создают такое впечатление в оуновской среде и среди населения, что уничтожение руководителей ОУН-УПА осуществлено бандитами СБ. |

### Спецгрупа майора Соколова

Спецгрупа НКВС Соколова. На передньому плані — Олексій Соколов.

Олексій Іванович Соколов

Задокументованим прикладом створення та діяльності спецгрупи НКВС як під виглядом загону УПА, так і під виглядом боївки СБ ОУН служить рапорт майора Соколова, процитований у книзі Сергійчука та на сторінці 272 книги американського історика Джеффрі Бурдса «Радянська агентура».

#### Створення
На початку квітня 1944 року, ще до звільнення Тернополя від німців, начальником відділу по боротьбі з бандитизмом Тернопільського обласного управління НКВС був призначений Олексій Соколов, тоді ще в званні капітана держбезпеки. А за кілька днів по звільненні міста Соколов разом з підпорядкованими йому сотнею радянських партизан зі з'єднання Сабурова розпочав в області операції проти українських борців за незалежність.
У січні 1945 року в кількох районах Тернопільської області проходила військово-чекістська операція проти українських повстанців, у котрій, зокрема, брали участь 221-й та 222-й батальйони НКВС із тимчасовим оперативним підпорядкуванням майорові Соколову. Вищеназвані батальйони діяли спершу в районі сіл Конюхи, Вибудів й Ценів Козівського району та в довколишніх хуторах, згодом — у районі сіл Глинна, Плавуча Велика та Плавуча Мала, також включно з навколишніми хуторами. З особами, заарештованими в ході цієї операції, й розпочалась робота з вербування у створювану спецгрупу НКВС. Номінальним командиром став колишній комендант боївки окружного проводу СБ, що вже віддавна працював агентом НКВС і був неодноразово перевірений у ділі, ба навіть декілька раз був поранений під час чекістських операцій. До першої п'ятірки завербованих увійшли боєць боївки СБ ОУН та комендант жандармерії одного з куренів, перед тим викурені димом з криївки, боєць повстанської сотні та двоє «добровольців» — курінний лікар та росіянин, що раніше був взятий до місцевої боївки, а потім з неї дезертував. На доказ своєї лояльності, завербовані розповіли про відомі їм криївки, склад, лазарет, зв'язкових та, звільнені, пішли разом із військовими продовжувати операцію, полегшуючи їм роботу. З новими заарештованими та взятими до полону знову починалася робота з вибивання інформації та вербування. Один з завербованих порадив Соколову прийняти також до складу групи пару «мельниківців» і зіграти на взаємній неприязні «мельниківців» та «бандерівців». З рапорту майора Соколова:

| І дійсно, ці двоє «мельниківців» зіграли велику роль, (щоб) утримати групу від розпаду, вони обидва агітували людей не розбігатись і чесно служити Радянській владі, а мені повідомляли все, що говорять між собою колишні бандити.Оригінальний текст (рос.) И действительно, эти двое «мельниковцев» сыграли большую роль, (чтобы) удержать группу от распада, они оба агитировали людей не расбегаться и честно служить Советской власти, а мне сообщали всё, что говорят между собой бывшие бандиты. |
По закінченні військово-чекістської операції спецгрупа нараховувала вже завербованих 19 осіб.
Аби ще більше «прив'язати» завербованих, майже всі з яких, за даними агентури Соколова, збирались дезертувати зі спецгрупи, він «запропонував» їм написати до всіх своїх знайомих повстанців листи з пропозицією здатися, котрі згодом були їм передані через рідних. Побоюючись за долю своїх близьких, ряди повстанців полишили ще 74 особи, котрих також допитали.

#### Діяльність під виглядом УПА
Свою діяльність спецгрупа розпочала з ліквідації повстанців групи «Арапа»:

| «Ми на зорі несподівано оточили хату, де був схрон, четверо бандитів були в хаті, двоє в схроні, які були в хаті, почали відстрілюватися з кулемета та автоматів. Ми їх усіх перебили, схрон закидали гранатами, де теж убили двох — хату спалили,(…).»Оригінальний текст (рос.) «Мы на заре неожиданно окружили хату, где был схрон, четверо бандитов были в хате, двое в схроне, которые были в хате, стали отстреливаться из пулемета и автоматов. Мы их всех перебили, схрон забросали гранатами, где тоже убили двоих — хату сожгли,(…).» |
Коли провокативна діяльність спецгрупи в Козівському районі привернула увагу місцевої СБ ОУН, то Соколов, з дозволу керівництва, перевів спецгрупу, що на той момент уже нараховувала 23 осіб, до Підгаєцького району для співпраці з 187-м окремим батальйоном НКВС. У районі члени спецгрупи діяли разом з енкаведистами, зокрема, за даними Соколова, у населеному пункті «Сюлко» (найімовірніше — переклад польською мовою назви села Сільце), де, під виглядом польової жандармерії куреня «Різуна» розгромили (вбили або захопили до полону) групи надрайонного провідника «Руслана» з почотом, коменданта повітової СБ ОУН «Звіра» з бойовиками СБ та сільського станичного «Крота» з десятниками. Як згадує Соколов, завдяки отриманим даним

| «10 днів працювали 2 батальйони, унаслідок операції було убито 59 осіб бандитів і осіб 70, а може й більше, взято живими[80]."Оригінальний текст (рос.) «10 дней работали 2 батальона, в результате операции было убито 59 человек бандитов и человек 70, а может и больше, взято живыми.» |
Поки енкаведисти займались ліквідацією повстанців, спецгрупа Соколова тим часом діяла спочатку самостійно під виглядом повстанців з куреня «Бистрого», (ймовірно Петра Хамчука) в селі Яблунів Галицького району Івано-Франківської області, де у голови сільради конфіскували коней та підводи, а сільського станичного, що їх запідозрив, вбили і вкинули тіло до колодязя, а згодом, (уже спільно з ротою автоматників), в селі «Комарувка» (Комарівка) Монастириського району Тернопільської області, а також виявила та «познімала багато» зв'язкових між загонами УПА й підпільниками та станичних підпільної сітки ОУН в Підгаєцькому та Монастириському районах.

#### Діяльність під виглядом СБ ОУН
Операція в селі Комарівка має цілий ряд особливостей. По-перше, перед її проведенням спецгрупа Соколова отримала від начальника Коропецького райвідділу НКВС інформацію, що голова Комарівської сільради підтримує зв'язок із місцевими повстанцями під командуванням «Трегуба», але радянські каральні органи про появи в селі боївки не повідомляли. По-друге, спецгрупа НКВС в Комарівці діяла під виглядом Служби Безпеки ОУН (СБ). Заарештувавши вночі голову сільради, вони звинуватили його в співпраці з владою й виказували наміри повісити, а коли той, в своє виправдання, розповів про відомих йому повстанців, «пробачили» й залишили живим, завдавши лише 30 ударів палкою, після чого пішли в інше село. По-третє, коли зранку до села ввійшов командир спецгрупи з ротою автоматників, то, як рапортує Соколов, побитий

| голова сільради сам до мене прибіг зі скаргою на бандитів, він був страшенно злий на них і надав дані про розташування банди…[81] |
Як наслідок, відділ «Трегуба» було розгромлено, поранений командир потонув у Коропці, 17 повстанців убито, 11 — захоплено до полону, забрано 3 «мадярські» кулемети й іншу зброю та біля 20 000 набоїв до неї.
Згодом спецгрупу було тимчасово переведено до Чорткова і підпорядковано старшому оперуповноваженому Овчаренкові (такі переведення спецгруп із одного району в інший з метою уникнення їх викриття та ліквідації практикувалися досить часто). Дорогою до Чорткова 6 членів спецгрупи НКВС, побоюючись, що їх усіх мають намір роззброїти й посадити до концтабору, утекли, (серед них — троє зі зброєю), тому в Чорткові групу поповнили ще 7 осіб.
Діяльність спецгрупи з новим командиром не була успішною. На ту мить повстанці вже достатньо дізналися про наявність та діяльність енкаведистських псевдогруп і навчились відрізняти своїх від чужих за допомогою паролів, а тому спецгрупа кілька разів була розшифрована і обстріляна. Командування ухвалило рішення повернути спецгрупу у підпорядкування Соколову:

| «Коли я знову став приймати групу, то побачив, що група сильно розклалася, бойовики стали красти, крадене продавати і пропивати, і спецгрупа стала мати вигляд кримінальної банди. Але все ж цей розклад мав і позитивні сторони — на крадіжках і пиятиках люди спаялися і бажання втекти вже не було.»Оригінальний текст (рос.) «Когда я снова стал принимать группу, то увидал, что группа сильно разложилась, боевики стали воровать, ворованное продавать и пропивать, и спецгруппа стала иметь вид уголовной банды. Но все же это разложение имело и положительные стороны — на кражах и пьянках люди спаялись и желания бежать уже не было.» |
А також повністю перейти до діяльності під виглядом оунівської служби безпеки:

| "Я порадився з командирами спецгрупи, чи не краще буде нам змінити роботу — не ходити по селах під виглядом банд, шукаючи бандитів, а викрадати з сіл тих людей, що стоять на обліку районних відділів НКВС, як такі, що мають зв'язок із бандитами, і допитувати їх під виглядом «СБ», звинувачуючи в сексотстві."Оригінальний текст (рос.) «Я посоветовался с командирами спецгруппы, что не лучше ли будет нам изменить работу — не ходить по селам под видом банд, ищя бандитов, а воровать из сел людей, стоящих на учете РО НКВД, как имеющих связь с бандитами, и их допрашивать под видом „СБ“, обвиняя в сиксотстве». |
Випробувальною операцією стало викрадення голови сільради села Вільховець Борщівського району, спеціально для цього викликаного начальником райвідділу НКВС. Звинувачений псевдо-СБ в сексотстві, він виказав відомих йому членів ОУН, організовану в селі юнацьку групу та схрон, де перебував підрайонний провідник СБ ОУН на псевдо «Явір». Під виглядом обласної СБ взяли «Явора» і допитали, звинувативши в бездіяльності. Виказав проведені за його участі операції, криївки, людей. Допит запротоколювали, а потім «Явора» та члена спецгрупи з цим протоколом «захопили в полон» бійці 22-го батальйону НКВС під час «випадкової» облави. Злий на псевдо-СБ, підтвердив покази і їм. Енкаведисти арештували юнаків разом з командиром та вбили 9 вояків з куща «Матроса», котрі на той момент зайшли в село за продуктами. При спробі спецгрупи захопити в селі Іване-Пусте підрайонного провідника було також вбито 6 вояків з куреня «Бистрого», в тому числі свекра «Явора», а захоплена в полон дружина «Явора» вчинила самогубство, кинувшись у колодязь.
У подальшому спецгрупа НКВС Соколова продовжувала свою діяльність під виглядом СБ ОУН. Серед її жертв, зокрема, зв'язкова центрального проводу ОУН Стефанія Галушка (псевдо «Наталка»), яку спецгрупа змогла «розколоти» й дізнатися про криївки Романа Шухевича «Білого», де було захоплене його листування та один з охоронців центрального проводу «Чад». Завербований та прийнятий до спецгрупи Соколова, «Чад» виказав місце збору командування УПА поблизу села Лісники Бережанського району, де спецгрупою спільно з ротою 229-го окремого стрілецького батальйону НКВС було вбито Івана Кедюлича «Довбню», котрий на той момент полишив керівництво 19-м Тактичним відтинком «Камінець» і йшов приймати командування 25-м Тактичним відтинком «Закарпаття» та Івана Яцишина на псевдо «Гордієнко», котрий керівництво ТВ-19 «Камінець» мав перебрати. А перевербована НКВС «Наталка» згодом виказала й схрон поблизу села Жуків Бережанського району, в якому перебував керівник Служби безпеки ОУН Микола Арсенич. Блокований у криївці, Арсенич застрелив свою дружину «Віру» Гунько, «Наталку» й застрілився сам.

### Метод легендованого допиту
Тактика і методи діяльності спецгрупи майора Соколова під виглядом бандерівської служби безпеки згодом були розширені й вдосконалені й широко застосовувались іншими спецгрупами проти підозрюваних в підпільній антирадянській діяльності.
У 1946 році спеціальні групи міністерства державної безпеки і міністерства внутрішніх справ, легендовані під учасників національно-визвольного руху, стали називатися агентурно-бойовими групами (АБГ).
У вересні 1949 року до начальника Управління Міністерства держбезпеки по Львівській області Майструка з МДБ УРСР надійшла «записка», в якій на 92-х сторінках машинописного тексту, детально, з численними прикладами показано, як слід використовувати спеціальні агентурно-бойові групи МДБ проти повстанського руху. Оскільки на титульній сторінці «записки» назва області (Львівська), місто та прізвище її отримувача (Львів, Майструк) написано від руки, то цілком логічно, що такий самий документ був направлений й до інших обласних УМДБ.
Автори «записки» відзначають:

| У більшості випадків учасники оунівського підпілля, будучи захоплені органами МДБ, на слідстві відмовляються називати свої прізвища, не дають відразу показань про свою антирадянську діяльність, не видають найближчі організаційні зв'язку, явочні і конспіративні квартири ОУН, «мертві» пункти зв'язку, склади зброї, друкарську техніку і тим самим дають можливість підпіллю швидко перебудуватися і не допустити подальших провалів і арештів членів ОУН.Оригінальний текст (рос.) В большинстве случаев участники оуновского подполья будучи захвачены органами МГБ, на следствии отказываются называть свои фамилии, не дают сразу показаний о своей антисоветской деятельности, не выдают ближайшие организационные связи, явочные и конспиративные квартиры ОУН, «мёртвые» пункты связи, склады оружия, печатную технику и тем самым дают возможность подполью быстро перестроиться и не допустить последующих провалов и арестов членов ОУН. |
А тому обґрунтовують можливість та доцільність використання спеціальних агентурно-бойових груп під виглядом «представників оунівської Служби Безпеки», «зв'язкових вищих центрів», або «групи одного з центрів ОУН», що керував підпіллям на території, де діяв, легально проживав, або переховувався так званий «об'єкт розробки».
Щодо об'єктів агентурної розробки, котрі, на думку МДБ, заслуговували «серйозної оперативної уваги з точки зору їх можливого вербування або отримання цінних матеріалів, необхідних для ліквідації керівних оунівських центрів або перехоплення дієвих зв'язків між оунівськими центрами з наступним впровадження до цих зв'язків» своєї агентури, як правило, застосовувався захід «удавана Служба Безпеки ОУН» («УСБ», рос. «мнимое СБ», «МСБ»).
Складався детальний план операції, в котрому:
- подавалася характеристика об'єкта розробки: що про його діяльність МДБ уже відомо, про що бажано дізнатися, на основі чого можна звинуватити в «співпраці з МДБ» і допитати, або вимагати пояснень[98];
- розписувалася роль кожного члена АБГ, і тих, що діяли під виглядом УСБ, так і в формі, в кожний момент її проведення[99];

(ще в 1945 році Соколов описав перевдягання частини членів своєї спецгрупи НКВС у змішану форму, яку зазвичай носили повстанці УПА та СБ ОУН):

| «Бойовики групи, одягнені в червоноармійську форму, зупиняються в селах поблизу райцентру, готують схрони, де можна допитувати, і ночами, переодягнувшись в змішану форму, виїжджають на операції для захоплення заздалегідь намічених об'єктів»[100][101].Оригінальний текст (рос.) «Боевики группы, одетые в красноармейскую форму, останавливаются в селах близ райцентра, готовят схроны, где можно допрашивать, и ночами, переодевшись в смешанную форму, выезжают на операции для захвата заранее намеченных объектов.» |
- вказувались місце, час та умови вилучення об'єкта розробки в залежності від місця проживання (місто або село) та місця перебування на момент розробки (на волі або під арештом), його допиту УСБ та наступного «захоплення МДБ»:
  - коли об'єкт розробки перебував на волі й проживав у сільській місцевості, то, як правило, до нього на квартиру вночі направлялись члени АБГ під виглядом боївки СБ окружного або крайового проводу ОУН, котрі пропонували об'єкту добровільно піти з ними на допит до їхнього керівництва, а в разі відмови — погрожуючи зброєю, конвоювали до місця проведення допиту[102];
  - нерідко також члени АБГ проводили під виглядом УСБ напад на об'єкт розробки та його захоплення в дорозі, в момент його слідування з населеного пункту в районний (обласний) центр або на зворотньому шляху[103]. Деколи для цього спеціально викликали об'єкт на допит до відділу УМДБ, а сам факт виклику УСБ використовувала як доказ у «співпраці з МДБ»; (така комбінація, з певними нюансами, використовувалась, зокрема, при перевірці власних агентів, котрих органи запідозрювали в нещирості та веденні подвійної гри. Агент викликався на зустріч з його куратором з органів, пропонувалось спільно проїхати для виконання певних дій, а в процесі руху на транспорт «нападала» УСБ і відводила обох в місце допиту. Навіть коли запідозрений агент заперечував будь-яку свою співпрацю з репресивно-каральними органами СРСР, то його «здавав» на очній ставці «допитаний» УСБ оперативний працівник.[104])
  - коли об'єкт розробки перебував на волі й проживав у місті (а, у виняткових випадках, і в селі), то до нього направлявся агент, котрий передавав йому листа від імені СБ, в якому об'єкту пропонувалося самому з'явитись у певний час і місце, звідки той же агент проводив його до місця проведення допиту[103].
  - якщо об'єкт розробки перебував під арештом, але не давав потрібних показів, то слідчі МДБ у разі, коли були впевнені, що відпущений на волю об'єкт не втече, його могли демонстративно звільнити за «недоведеністю складу злочину». Тим не менше, навіть «на волі» об'єкт розробки перебував під постійним зовнішнім спостереженням[105]. Далі в дію вступала АБГ, котра під виглядом УСБ секретно захоплювала й допитувала об'єкт, використовуючи факт його звільнення МДБ з-під арешту як один з доказів співпраці з карально-репресивними органами СРСР[106];
  - коли ж слідчі МДБ вважали, що звільнений об'єкт розробки може перейти в підпілля, то проводили етапування арештованого з одного органу МДБ до іншого тієї ж області, а АБГ під виглядом СБ у заздалегідь обумовленому місці здійснювала «збройний напад» на конвойну машину і «відбивала» об'єкт, після чого відводила до місця проведення допиту[106]; перестрілка велась холостими набоями, а вогнепальні поранення імітували схованими під одягом і в потрібний момент роздушеними мішечками з курячою кров'ю[87] (саме таким чином «розробляли», намагаючись дістатись до її чоловіка, Наталію Березинську, дружину легендарного командира УПА, Героя України Тараса Чупринка та матір ще одного Героя України[107]).
- важливим моментом в підготовці операції в «записці» визначається вибір та попереднє обладнання місця проведення допиту. Це могла бути конспіративна квартира в місті або на його околицях, напівпідвальне приміщення або покинуте мешканцями житло. Але найкращим та найпоширенішим місцем проведення допиту об'єкту розробки вважалось місце, де раніше переховувались підпільники та повстанці, як правило, в лісі, або й у селі, часто на його околиці, під лісом[99].
- проведення самого допиту супроводжувалося погрозами розстрілу за «зраду» та співпрацю з МДБ[108]. Щодо методів допиту, то, як ідеться в передмові НРУ до «записки», навіть при офіційному допиті,

| за кожним коротким записом у доповідній МГБ: «звинувачена особа до всього призналася» — стояли години садистського катування[109], | а допити спецгруп списувались на діяльність справжньої оунівської СБ.
- покази об'єкта розробки, в котрих він, виправдовуючись від звинувачень УСБ, розповідав про свою повстанську (підпільну) діяльність, протоколювали та засвідчували особистим підписом об'єкта[111];
- після отримання від об'єкта розробки необхідних даних відбувалась імітація бою УСБ з переважальними військово-чекістськими силами за різними варіантами: в місці допиту або в дорозі до нового місця переховування спецгрупи та об'єкта, чи до «вищестоячого керівника ОУН, котрий мав вирішити долю об'єкта», внаслідок котрого деякі з членів УСБ могли «потрапити до полону», «загинути», відступити. Але одне залишалось незмінним: об'єкт розробки та протоколи його допиту обов'язково потрапляли до рук чекістів[111];
- спираючись на «захоплений» протокол допиту УСБ, офіційні карально-репресивні органи приймали рішення щодо арешту об'єкта розробки та його вербування[105].

Абсолютна більшість із 92-х сторінок тексту «записки» (відповідно, ст. 20-80 із 127 сторінок книжки НРУ «Окупанти без маски. Документ з архіву КГБ УРСР») — це приклади «успішних» операцій, проведених за допомогою агентурно-бойових груп.

### Наслідки протиповстанської діяльності
Згідно зі стенограмою липневого Пленуму ЦК КПРС 1953 року в період з 1944 по 1952 рік у Західній Україні радянськими репресивно-каральними структурами було репресовано у різних формах, включно з розстрілами, майже півмільйона осіб, у тому числі заарештовано понад 134 тисячі осіб, убито понад 153 тисячі осіб, вислано довічно за межі України понад 203 тисячі осіб. За офіційними даними, упродовж 1944—1953 років у західних областях УРСР заарештовано майже 104 000 так званих «бандитів, учасників ОУН, а також бандпосібного елементу» (під категорію «бандпосібного елементу» легко підводилися всі, лише запідозрені у зв'язках з ОУН і УПА), виселено (не враховуючи Закарпатської області) майже 66 000 сімей, сумарно 203 662 осіб, «вилучено: один літак, дві бронемашини, 61 артилерійська гармата, 595 мінометів, 77 вогнеметів, 358 протитанкових рушниць, 844 станкових і 8327 ручних кулеметів, близько 26 тис. автоматів, понад 72 тис. гвинтівок, 22 тис. пістолетів, понад 100 тис. гранат, 80 тис. мін і снарядів, понад 12 мільйонів патронів. Розшукано і вилучено понад 100 друкарень з друкарською технікою, понад 300 радіопередавачів, 18 автомобілів і мотоциклів, значна кількість харчових складів та сховищ націоналістичної літератури». У період з 1945 по 1953 рік за різного роду «антирадянські політичні злочини» в Україні було заарештовано 43 379 осіб віком до 25 років, з цієї загальної кількості у західних областях УРСР — 36 340 осіб.
Невідомо, яка частина з репресованих припадає на діяльність спецгруп НКВС та окремих завербованих агентів-бойовиків або напряму, або опосередковано, через підведення під удар підрозділів армії, військ НКВС та відділів МВС. Але окремі дані для приблизної оцінки масштабів таки наявні.
За період з травня 1944 року до 1 квітня 1945 року тільки одна спецгрупа «Орел» в складі 35 осіб, створена Управлінням НКВС по Рівненській області з колишніх радянських партизан, провела близько двох сотень операцій, унаслідок яких було знищено 526 повстанців та ще 140 затримано.
Згідно з «листом» Рясного, станом на 20 червня 1945 року, тобто за час діяльності від року до півтора, спецгрупами НКВС вбито 1980 осіб та взято живими (захоплено до полону, арештовано) 2013 осіб. За цей же проміжок часу ними захоплено у вигляді трофеїв: «станкових кулеметів — 1; ручних кулеметів — 31; автоматів — 172; гвинтівок — 439; пістолетів — 79; гранат — 216; набоїв — 38 030; мін — 34; радіостанцій — 1, коней — 72». Розподіл вбитих та взятих живими спецгрупами НКВС за областями має наступний вигляд:
- Убито:

| Волинська               | 173  | 13 | 186  |
| Дрогобицька             | 47   | 5  | 52   |
| Львівська               | 34   | 0  | 34   |
| Рівненська              | 1604 | 0  | 1604 |
| Станіславська           | 30   | 4  | 34   |
| Тернопільська           | 18   | 0  | 18   |
| Чернівецька             | 62   | 0  | 62   |
| Усього в областях вбито |      |    |      |
|                         | 1958 | 22 | 1980 |

- Захоплено живими:

| Волинська                          | 235  | 37 | 75  | 0   | 347  |
| Дрогобицька                        | 3    | 0  | 0   | 0   | 3    |
| Львівська                          | 40   | 0  | 29  | 0   | 69   |
| Рівненська                         | 614  | 0  | 463 | 139 | 1216 |
| Станіславська                      | 93   | 56 | 0   | 0   | 149  |
| Тернопільська                      | 31   | 0  | 0   | 0   | 31   |
| Чернівецька                        | 126  | 0  | 0   | 72  | 198  |
| Усього в областях захоплено живими |      |    |     |     |      |
|                                    | 1142 | 93 | 639 | 211 | 2013 |

Включення до списку заслуг спецгруп НКВС захоплення «осіб, що ухилялись від служби у Червоній армії» аж ніяк не є випадковим. Керівництво комуністичної партії та радянської держави, по суті, зобов'язувало військові відділи всіх західних областей проводити першочергову мобілізацію до Червоної армії—"визволительки" призовників віком до 30 років, «як найактивнішої частини чоловічого населення», аби в такий спосіб позбавити УПА можливостей поповнювати свої ряди. 
Згідно з довідкою, яку 28 травня 1946 року підписав міністр внутрішніх справ УРСР Т. А. Строкач, за проміжок часу з лютого 1944 року по 25 травня 1946 року вбито понад 110 тисяч осіб «бандитів і бандпосібників», за цей же час радянські втрати склали 14 тисяч 128 осіб.
У період з липня 1948 року по березень 1949 року агенти-бойовики знищили 238 і захопили до полону або арештували 328 підпільників.
За допомогою наявних, станом на 20 лютого 1950 року, 130 учасників 19 спецгруп НКВС було вбито 1980 осіб, захоплено до полону та арештовано 93-х учасників ОУН та УПА.

### Злочини проти мирного населення
Крім боротьби з підпіллям, спецгрупи НКВС під маркою УПА чинили злочини проти мирного населення. Попри знищення працівниками КДБ компромітовних внутрішніх документів НКВС щодо використання спецгруп НКВС під маркою бандерівців, в архівах усе ж збереглися деякі окремі документи, котрі свідчать, що спецгрупи НКВС вчиняли злочини щодо мирних жителів. Зокрема, в рапорті одного з організаторів спецгруп НКВС, майора Соколова, фігурують факти вчинення його ж спецгрупою і під його ж керівництвом злочинів, як-от:
- вбивство голови сільради села Яблунів Станіславської (тепер Івано-Франківської) області[14][122][20]:

| Спостерігаючи за спецгрупою, я бачив, що піша група дуже малорухома і може робити невеликі рейди - тому я порадився з командирами групи і вирішив дістати коней і вози, робити кінну групу було недоцільно, не всі вміли їздити верхи, та й сідла важко було дістати. Коли батальйони займалися операцією, то ми пішли без прикриття в село Яблунів Станіславської області, уночі ми ввійшли до села і запитали голову сільради, чи є у нього в селі коні і вози, залишені будь-яким куренем. Той нам відповів, що у нього в селі є 15 коней і 8 возів, залишених куренем «Сталь», він же «Різун». Цих коней і вози ми забрали, голові сільради видали розписку, що коні і вози забрані куренем «Швидкого» і станичного села (клички його не пам'ятаю, він став з нами сваритися за коней, кажучи, що він на нас поскаржиться «Різуну», що ми забрали його коней), ми забрали з собою, вбили його і кинули до колодязя. (Опісля я читав записку «Швидкого», в якій він виправдовувався перед «Різуном», що він жодних коней у селі Яблунів не брав).Оригінальний текст (рос.) «Наблюдая за спецгруппой, я видел, что пешая группа очень неподвижна и может делать небольшие рейды — поэтому я посоветовался с командирами группы и решил достать лошадей и повозки, делать конную группу было нецелесообразно, не все умели ездить верхом, да и седел трудно было достать. Когда батальоны занимались операцией, то мы пошли без прикрытия в село Яблунов, Станиславской области, ночью мы вошли в село и спросили у предсельсовета, есть ли у него в селе лошади и повозки, оставленные каким-либо куренем. Тот нам ответил, что у него в селе есть 15 лошадей и 8 повозок, оставленных куренем «Сталь», он же «Резун». Этих лошадей и повозки мы забрали, предсельсовету выдали расписку, что лошади и повозки забраны куренем «Быстрого» и станичного села /клички его не помню/, он стал с нами ругаться за лошадей, говоря, что он на нас пожалуется «Резуну», что мы забрали его лошадей, мы забрали с собой, убили его и бросили в колодец. /После я читал записку «Быстрого», в которой он оправдывался перед «Резуном», что он никаких лошадей в селе Яблунов не брал/.» |
- побиття голови сільради села Комарівка Тернопільської області[14][20]:

| «У цій же операції мені повідомив начальник Коропецького районного відділу НКВС про те, що голова сільради села Комарівка має тісний зв'язок із місцевою боївкою «Трегуба» і нічого про появу боївки «Трегуб» у селі не повідомляє. Узявши на прикриття роту автоматників, я зробив рейд до цього села. Спецгрупою вночі ми ввійшли до села під виглядом банди, заарештували голову сільради як СБ (ОУН), звинувативши його в тому, що він видав весь контингент Радянській владі, він нас запевняв, що він ненавидить Радянську владу і завжди допомагає бандитам, назвав клички бандитів, з котрими він підтримує зв'язок. Ми робили вигляд, що його хочемо повісити, але потім пробачили, дали йому 30 палиць і пішли, (…)»Оригінальний текст (рос.) «В этой же операции мне сообщил Нач. Коропецкого РО НКВД о том, что предсельсовета села Комарувка имеет тесную связь с местной боевкой «Трегуба» и ничего о появлении боевки «Трегубы» в селе не сообщает. Взяв на прикрытие роту автоматчиков, я сделал рейд в это село. — Спецгруппой ночью мы вошли в село под видом банды, арестовали предсельсовета, как СБ, обвинив его в том, что он выдал весь контингент Советской власти, он нас уверял, что он ненавидит Советскую власть и всегда помогает бандитам, назвал клички бандитов, с которыми он поддерживает связь. Мы делали вид, что его хотим повесить, но потом простили, дали ему 30 палок и ушли, (…)» |
- грабування бойовиками спецгрупи майора Соколова майна[20];
- викрадання людей та конвоювання до лісу для допитів[123][20];

Повний текст рапорту майора Соколова приведений на 272 сторінці книги американського історика Джеффрі Бурдса «Радянська агентура», на сторінках 43-59 книги Сергійчука та на 491-499 сторінках збірника документів «Українські націоналістичні організації в роки Другої світової війни. Документи: в 2 т. Т. 2».
Та й інші спецгрупи займались тим же:
- Убивство 26 серпня 1945 року спецгрупою НКВС червоноармійця в селі Підбереззя Горохівського району Волинської області нібито за небажання віддати одяг, а насправді — з метою спровокувати ненависть червоноармійців до ОУН і взагалі до українського визвольного руху. Пограбування бібліотекаря на станції Ковель 15 листопада 1945 року, вбивство дружини іншого червоноармійця у колонії Майдан Голобського району в грудні 1945 року.[127];
- пограбування селян, серед них й інваліда війни, 4 червня 1946 року в селі Комарів Галицького району теперішньої Івано-Франківської області:

| "Прийшов відділ більшовиків, переодягнених у стрільців УПА: в мазепинках, вишитих сорочках. Просили хліба, яєць і говорили, що вже третій рік ходять по лісах ... Називаючи себе стрільцями УПА, забирали одяг. В інваліда війни, червоноармійця, який повернувся з другої війни без руки, зняли з ніг чоботи і побили буками, примовляючи: "Ти, сволота, за Сталіна воював, а нам допомогти не хочеш."[128]Оригінальний текст (рос.) "Пришел отдел большевиков, переодетых в стрелков УПА: в мазепинках, вышитых рубашках. Просили хлеба, яиц и говорили, что уже третий год ходят по лесам. ...Называя себя стрелками УПА, забирали одежду. У инвалида войны, красноармейца, который вернулся со второй войны без руки, сняли с ног сапоги и избили буками, приговаривая: "Ты, сволочь, за Сталина воевал, а нам помочь не хочешь". |
- вбивство дітей в селі Заліщицького району Тернопільської області (з передсмертної сповіді колишнього члена спецгрупи НКВС):

| Часто чую в снах крик чотирирічного хлопчика: «Не бий мого татка!». Він вирвався з рук нашого старшини, при тім укусив його за палець. Старшина вхопив хлопчика за ніжки ї з усього маху вдарив об стінку головою… Я за той час розстріляв двох сестричок 10–12 років.[129][130] |
Факти злочинів спеціальних груп НКВС, включаючи вбивство, також значаться у доповідній записці прокурора Кошарського від 15 лютого 1949 року, наприклад:
- тортури[14]:

| У ніч на 22 липня 1948 року спецгрупою МДБ із с. Підвисоцьке Козинської району (тепер — Радивилівського району) Рівненської області був відведений до лісу місцевий житель Котловський Федір Леонтійович, якого учасники спецгрупи піддавали тортурам, звинувачуючи його в тому, що у нього в будинку часто зупиняються працівники з числа радпартактиву і в тому, що нібито він видавав органам Радянської влади бандитів. Ці провокаційні дії мали на меті шляхом катувань та загрози позбавлення життя змусити Котловського дати свідчення, що він є ворогом радянської влади. Унаслідок катувань Котловський перебував на лікуванні в лікарні з 27 липня по 27 серпня 1948 року.Оригінальний текст (рос.) В ночь на 22 июля 1948 г. спецгруппой МГБ из с. Подвысоцкое Козинского р-на Ровенской области был уведен в лес местный житель КОТЛОВСКИЙ Федор Леонтьевич, которого участники спецгруппы подвергали пыткам, обвиняя его в том, что у него в доме часто останавливаются работники из числа совпартактива и в том, что якобы он выдавал органам Советской власти бандитов. Эти провокационные действия преследовали цель путем истязаний и угрозы лишения жизни заставить КОТЛОВСКОГО дать показания, что он является врагом советской власти. В результате истязаний КОТЛОВСКИЙ находился на излечении в больнице с 27 июля по 27 августа 1948 г. |;
- сексуальні збочення та насилля над 17-літньою[14][110][131]:

| У ніч на 23 липня 1948 року цією ж спецгрупою з с. Підвисоцьке була забрана до лісу громадянка Репницька Ніна Яківна, рік народження 1931. У лісі Репницька була піддана тортурам. Допитуючи Репницьку, учасники спецгрупи тяжко її били, підвішували догори ногами, вводили в статевий орган палицю, а потім по черзі зґвалтували. У безпорадному стані Репницька була покинута в лісі…Оригінальний текст (рос.) В ночь на 23 июля 1948 г. этой же спецгруппой из с. Подвысоцкое была уведена в лес гр-ка РЕПНИЦКАЯ Нина Яковлевна, рожд. 1931 г. В лесу РЕПНИЦКАЯ была подвергнута пыткам. Допрашивая РЕПНИЦКУЮ, участники спецгруппы тяжко ее избивали, подвешивали вверх ногами, вводили в половой орган палку, а затем поочередно изнасиловали. В беспомощном состоянии РЕПНИЦКАЯ была брошена в лесу… |
У доповідній записці прокурор Кошарський прямо вказував, що діяльність спецгруп НКВС має яскраво виражений бандитський характер. У цьому ж документі, крім численних випадків жорстокого побиття та каліцтв мирних жителів перевдягненими лжеповстанцями, також значиться факт вбивства спецгрупою мирних громадян та наглядна тенденція покривання злочинних дій «переодягнених енкаведистів» з боку вищого керівництва НКВС:
| Як встановлено попереднім і судовим слідством, організаторами цієї націоналістичної групи й ініціаторами вбивства громадянки Кучінець Л. Ф. були співробітники Рівненського районного відділу МДБ — Парфенюк Н. В. та Грицай С. І., які внаслідок злочинного діляцтва і притуплення пильності з боку начальника РВ МДБ майора Єгорова до кримінальної відповідальності залучені не були. Отримавши дані про причетність Парфенюка і Грицая до націоналістичної організації, роззброєння бійця групи самоохорони і вбивства гр-ки Кучінець Л. Ф., Начальник РВ МДБ майор Єгоров викликав Парфенюка і Грицая до райвідділу МДБ і, встановивши в бесіді з ними, що вони є організаторами й учасниками перерахованих вище злочинів, проте, не заарештував їх, а з «оперативних міркувань» відпустив. Скориставшись цим, Парфенюк і Грицай, попередивши про можливі арешти інших учасників терористичної групи, зникли[132].Оригінальний текст (рос.) „Как установлено предварительным и судебным следствием, организаторами данной националистической группы и инициаторами убийства гр-ки Кучинец Л. Ф. являлись сотрудники Ровенского РО МГБ — Парфенюк Н. В. и Грицай С. И., которые в результате преступного делячества и притупления бдительности со стороны Нач-ка РО МГБ майора Егорова к уголовной ответственности привлечены не были. Получив данные о причастности ПАРФЕНЮКА и ГРИЦАЙ к националистической организации, разоружению бойца группы самоохраны и убийству гр-ки Кучинец Л. Ф., Нач. РО МГБ майор Егоров вызвал Парфенюка и Грицай в РО МГБ и, установив в беседе с ними, что они являются организаторами и участниками перечисленных выше преступлений, тем не менее не арестовал их, а по «оперативным соображениям» отпустил. Воспользовавшись этим, Парфенюк и Грицай, предупредив о возможных арестах других участников террористической группы, скрылись.“ |
Сам прокурор Кошарський у своїй доповідній записці вважав, що більшість злочинних проявів спецгруп проти мирного населення не розслідується.
За свідченням колишнього члена спецгрупи НКВС Миколи Дем'янюка, знищуючи мирне населення, спецгрупи не робили винятків навіть для родин членів спецгруп «щоб викликати в таких енкаведистів ненависть до бандерівців та прагнення помсти за загиблих родичів». Так, наприклад, в селі Пустомити Гощанського району Рівненської області спецгрупа вирізала сім'ю районового коменданта СБ ОУН та колишнього командира повстанської сотні на ім'я Олесько в той самий час, «коли він перебував у НКВД та підписував документи про співпрацю». Як наслідок, Олесько «в подальшому з несамовитою люттю страчував бандерівців. Багатьох розстрілював прямо на місці. Виказував усі відомі йому місця переховування повстанців.»
Не давали спокою енкаведисти навіть трупам знищених ними людей. За спогадами того ж Миколи Дем'янюка, він, серед інших дій, брав участь, разом з загонами Тучинського і Рівненського НКВС в операції зі затримання Івана Величка з села Річиці Гощанського району, котрий «був самітником, не належав до жодного повстанського загону». Іванові вдалось самотужки вирватись з оточення, в котрому брало участь біля двох сотень осіб, та ще й застрелити при цьому двох енкаведистів, одного з них, керівника операції, майора НКВС, Героя Радянського Союзу з його ж власного автомата. Коли згодом Величка все ж вбили, то:

| «Мертвого його привезли до Тучина, тіло прив’язали колючим дротом до дерева посеред села, щоб людей страхати. Та ще й цигарку в зуби всунули.» |
В брошурі ОУН-УПА з назвою «Більше революційної пильності», що розповідає про підступну роботу радянської агентури, йдеться про групи перевдягнутих енкаведистів та їх злочини проти мирного населення.
Проросійські дослідники, фальсифікуючи архівні документи, стверджують, що спецгрупи НКВД не вчиняли кримінальних злочинів проти мирних жителів. Так, Олег Россов (Олег Россов) сфальсифікувавши рапорт майора Соколова, заявляє в своїх публікаціях про те, що в архівних документах не знайдено жодного документа з вбивствами мирних жителів спецгрупами НКВД (див. Злочини спецгруп НКВС)

### Протидія УПА та ОУН
Українська повстанська армія, Організація українських націоналістів та її Служба безпеки намагалися протидіяти провокаціям як окремих радянських агентів-бойовиків, так і цілих спецгруп.
Василь Рясной у кінці свого «листа» повідомляв, що «у зв'язку з тим, що керівникам ОУН-УПА стало відомо про існування спецгруп та виконувані ними завдання, за останній час створення нових спецгруп припинено; наявні спецгрупи переформовано у великі й діють вони вкрай обережно, оскільки просування по зв'язках ОУН-УПА стало важчим, а настороженість бандитів настільки сильна, що навіть у справді оунівських бандах вони підозрюють таємні спецгрупи.»
Служба безпеки ОУН також мала на своєму озброєнні тактику фальшивих загонів під виглядом підрозділів НКВС та НКДБ, винищувальних батальйонів, внутрішніх військ НКВС. За інформацією районних та обласних комітетів компартії, значна частина членів боївок Служби безпеки ОУН і загонів УПА в 1945—1947 та наступних роках носили військову уніформу Червоної Армії та військ НКВС, мали радянську зброю, військові відзнаки, документи та нагороди. За допомогою таких відділів виявляли співробітників карально-репресивних органів та їх секретну агентуру, зрадників, колаборантів, компартійних, комсомольських, радянських та колгоспних активістів та чинили над ними розправу.

#### Протидія УПА
За твердженням майора Соколова, в зв'язку з масовою організацією спецгруп НКВС в областях (так, наприклад, в Рівненській області майже кожен райвідділ створив свою «банду»). непоодинокими стали випадки дезертирства завербованих до них осіб, що й привело до розконспірації їх наявності та діяльності. Командування УПА, як контрзахід, ввело паролі для своїх підрозділів, котрі повідомлялись станичним підпільної сітки ОУН, а ті, в свою чергу, мешканцям сіл, залученим до підпільної діяльності. Спецгрупи НКВС, що входили до сіл, цих паролів не знали, а тому були розшифровані й нерідко обстріляні повстанцями. Тому спецгрупи НКВС почали викрадати окремих місцевих жителів з населених пунктів й допитувати під виглядом боївки Служби безпеки ОУН, звинувачуючи викрадених в співпраці з радянськими органами влади.

#### Протидія ОУН
Служба безпеки ОУН розкрили ту провокативну роль, котру відігравали спецгрупи НКВС-НКДБ та окремі агенти, але повністю нейтралізувати їх діяльність була не в змозі.
Олексій Соколов в 1946 році про діяльність своєї спецгрупи під маркою Служби безпеки ОУН в 1945 році писав,

| «така методика добра ще тим, що бандити ніяк не зможуть вловити наших дій, їм, щоб відрафінувати нашу роботу по цьому напрямку, треба буде зовсім відмовитися від „СБ“»Оригінальний текст (рос.) «такая методика хороша еще тем, что бандиты никак не смогут уловить наших действий, им, чтоби отрафи(ни)ровать нашу работу по этому направлению — надо будет вовсе отказаться от СБ» |
Прокурор Кошарський в 1949 році в доповідній Микиті Хрущову, навпаки, зазначав:

| «цей метод роботи органів МДБ добре відомий оунівському підпіллю, яке про нього попереджало і попереджає своїх учасників. Зокрема, про це свідчить факт виявлення у вбитого бандита „Ґонти“ повного звіту про провокативні дії спецгрупи МДБ щодо громадянина Котловського».Оригінальний текст (рос.) «этот метод работы органов МГБ хорошо известен ОУНовскому подполью, которое о нём предупреждало и предупреждает своих участников. В частности, об этом свидетельствует факт обнаружения у убитого бандита „Гонты“ полного отчёта о провакационных действиях спецгруппы МГБ в отношении гр-на Котловского». |
СБ ОУН застерігала:

| «проводити вповні успішну боротьбу з НКВД буде можливо лише тоді, коли всі члени Організації та старшини УПА матимуть відкриті очі, умітимуть бачити підступ замаскованого ворога і вмітимуть його викрити. Треба навчитись зберігати військові, організаційні тайни. «…» Треба навчитись розрізняти, хто свій, а хто перебраний ворог.» |
До категорії «перебраних ворогів» входили не тільки працівники карально-репресивних органів СРСР та їх спецгруп, але й завербована ними агентура.
А Провід Українських націоналістів видав навіть спеціальну інструкцію для своїх надрайонних провідників «щодо боротьби з агентурою НКВС-НКДБ», з якою ті мали усно ознайомлювати своїх підлеглих. В інструкції вказувалося, що, коли навіть «в кожному районі та області працює по кілька десятків штатних енкаведистів та енкадебистів», то вони «опанувати терен вповні не зуміли б ніколи без посторонньої помочі», і ця допомога — «агентурно-донощицька сітка з цивільного населення та з членів ОУН»:

| «найбільше шкоди учинила нам агентура, вербована і працююча в наших рядах та нашому окруженні».[145] |
В інструкції Проводу подавалася характеристика радянської агентури, її види, контингент схильних до вербування, способи вербування та приклади діяльності викритих членів агентурної сітки. Так, наприклад, з усього населення наведено «категорії, серед яких в першу чергу шукає НКВД-НКГБ своїх помічників»:
- «бувші комуністи і комсомольці, засліплені більшовицькою пропагандою ще за польських часів» та «завербовані до агентурної роботи ще з часів першої більшовицької окупації»;
- «легкопродажний елемент (карієровичі, спекулянти, злодії, проститутки і т. п.)»;
- «моральнослабкий елемент», наприклад, особи, полонені або заарештовані органами за революційну боротьбу, особи, котрі самі прийшли з «повинною», котрим погрожують депортацією родин, конфіскацією майна та іншими репресіями;
- «священики та церковна адміністрація»;
- «немісцевий елемент» (втікачі, жебраки, «магіки»);
- «поворотці» (з роботи в Німеччині, з «Галичини» та інших німецьких формацій, з тюрем, заслань, добровільні втікачі та примусово евакуйовані німцями й мадярами на захід, інваліди Червоної армії);
- «утікачі» (з тюрми, пересильного пункту, табору військовополонених або концентраційного, з школи, легальної роботи, з міста на село);
- такі, що легально працюють у радянській адміністрації (радах, виконкомах, фінвідділах, військкоматах), освіті, на виробництві (заводах, ліспромгоспах, залізниці), в кооперації, «стрибках», члени їх родин та знайомі;
- «інші» (звільнені від військової служби в ході медкомісії, довший час перебували самі, відбились від свого відділу під час засідки або бою і повернулись лише згодом, «прийняті в члени ОУН в період другої большевицької окупації тощо»).

При цьому в Проводі розуміли, що в деяких селах може бути й кілька сотень осіб, котрі підпадають під вищезазначені критерії:

| «Ми далекі від того, щоб твердити, що всі одиниці з вичислених вгорі категорій є агентами НКВД-НКГБ. Кажемо лише, що до таких одиниць треба підходити з певного рода застереженням та обережністю.» |
У квітні 1949 року бандерівці навіть випустили спеціальну листівку зі зверненням до робітників, селян та інтелігенції, в якій зокрема говорилось:

| «У села і містечка, в яких ви живете, заходять часто незнайомі люди, переважно чоловіки, і просять вас заховати їх від НКВС і зв'язати з підпільниками, так як вони втекли з в'язниці. Потрібно пам'ятати, що з большевицької тюрми втекти дуже важко, а всі ті, яким нібито вдалося втекти з в'язниці, — це ніхто інший, як замасковані розвідники НКВС-провокатори … Тому з різними людьми, які ходять по селах і видають себе за політичних ув'язнених, які втекли з в'язниці, потрібно бути дуже обережним. Якщо такі прийдуть в хату і просять їсти, то їжу можна дати, але не вступати з ними в розмови на політичні теми.»Оригінальний текст (рос.) «В сёла и городки, в которых вы живёте, заходят часто незнакомые люди, преимущественно мужчины, и просят вас спрятать их от НКВД и связать с подпольщиками, так как они убежали из тюрьмы. Нужно помнить, что из большевицкой тюрьмы убежать очень тяжело, а все те, которым якобы удалось убежать из тюрьмы, - это никто иной, как замаскированные разведчики НКВД – провокаторы… Потому с разными людьми, которые ходят по сёлам и выдают себя за политических заключённых, которые убежали из тюрьмы, нужно быть очень осторожным. Если такие придут в хату и просят есть, то есть можно дать, но не вступать с ними в разговоры на политические темы.» |
А людей, що пішли «на агентурно-вислужницьку роботу НКВД-НКГБ», в інструкції Проводу поділено на «повідомлювачів (рос. секретный осведомитель, с/о)» та «агентів» і подається така їхня характеристика:
- повідомлювачі — «таємні співпрацівники НКВД-НКГБ, звичайно не є членами організації, не мають з нею безпосереднього контакту, перебувають і працюють вдома, на легальному становищі, навіть і скриваються; їхнім завданням — доносити про окремі завважені ними рухи підпілля, чи організованих людей»[150];
- агенти — «вищий тип повідомлювача, людина, звичайно, мудріша, що раніш працювала і дальше працює ще в підпіллю чи в відділі УПА і після завербування до агентурної роботи має завдання продовжувати працю в організаційному середовищі, показати себе ідейною і активною в роботі, щоби тим звернути на себе спеціальну увагу провідників і командирів і тим способом вибитися на вищі орг. щаблі. Про проваджену нею та її співпрацівниками організаційну роботу повідомлювати стало органи НКВД-НКГБ та в цій цілі вдержувати з ними сталий контакт»[151].

Себто органи НКВС та НКДБ вербують агентів серед членів організації, а повідомлювачів — серед їх оточення. Зазначалося, що поділ на такі види не є непорушним, трапляються зрідка випадки, коли, наприклад, окремих повідомлювачів, що мають довіру в організації, засилають до неї, імітуючи загрозу арешту, депортації тощо, тим самим переводячи їх із повідомлювачів на «агенти внутрінники». Щодо небезпеки агентурної сітки для повстанського руху та можливого захисту від неї, то Провід роз'яснював, що повідомлювачі небезпечні не стільки якістю роботи, а саме своєю масовістю і найкращим захистом від повідомлювачів є строга конспірація:

| «Бо повідомлювач ніколи нічого не зможе донести до НКВД-НКГБ, коли не могтиме нічого бачити.» |
Конспірація могла частково допомогти і при захисті від внутрішніх агентів.
Відомі факти і фізичної ліквідації СБ спецгруп НКВС та їх агентури. Так, у книзі Сергійчука наведено повідомлення № 001479 т. в. о.  начальника ВВ Українського округу полковника Прокоф'єва від 7 вересня 1944 року про ліквідацію 31 серпня 1944 року в селі Тайкури боївкою СБ ОУН, переодягненою в червоноармійську форму, спецгрупи Рівненського УНКВС в кількості 7 осіб. Бойовик СБ ОУН з Рівненщини Грицук карально-репресивним органам СРСР на слідстві показав, що виконав смертний вирок щодо жінки-українки, яка виказала НКВС повстанців, за допомогою тієї самої мотузки, котрою перед тим члени радянської спецгрупи вбили двох його колег з обласної СБ на псевдо «Нечай» та «Крук».
І Організація українських націоналістів та її Служба безпеки, і карально-репресивні органи СРСР та створені ними спецгрупи в своїй діяльності постійно спирались на підпільні сітки своїх інформаторів та помічників і боролись з ворожою агентурою. Досить численній націоналістичній підпільній сітці ОУН органи НКВС і НКДБ протиставили свою мережу «антипідпілля», котра, попри таку ж конспіративність, була ще більш численною. На обліку органів НКВС західних областей України станом на 1 липня 1945 року перебувало 11 тисяч 214 осіб агентури, серед них 175 резидентів, 1 тисяча 196 агентів і 9 тисяч 843 інформатора. Агентурна мережа органів НКДБ була ща масштабнішою. Тільки за період з 1 січня 1945 по 1 липня 1946 року органи НКДБ завербували 596 агентів, 93 резидента, 4 941 інформатора і 41 утримувача явочних і конспіративних квартир, всього сумарно 5 тисяч 671 особу. Лише в Станіславській області станом на 25 липня 1946 року агентура НКДБ налічувала 6 тисяч 405 осіб; з них: 142 резидента, 641 агент, 5 тисяч 572 інформатора та 50 власників явочних і конспіративних квартир. Головною відмінністю «антипідпілля» від мережі ОУН, котра формувалась на добровільних засадах, було те, що агентура карально-репресивних органів вербувалася в основному за допомогою методів залякування потенційних провокаторів та сексотів або, значно рідше, за допомогою підкупу, незначного матеріального заохочення. Ставлення до агентури з обох боків протистояння також суттєво відрізнялося. Виявленого підпільника ОУН або симпатика зазвичай пробували перевербувати, а, в разі відмови, найчастіше відправляли в тюрму або на заслання і значно рідше розстрілювали чи піддавали смертній карі в інший спосіб. Натомість українські повстанці могли відпустити додому взятого в полон червоноармійця або «стрибка» (бійця винищувального батальйону), але дуже рідко залишали в живих викритих агентів та сексотів карально-репресивних органів СРСР.

### Оцінка діяльності
Оцінки діяльності спецгруп НКВС суттєво відрізняються як у воєнний та післявоєнний період, так і на сучасному етапі історії.
За протиповстанську діяльність в Україні командир спецгрупи НКВС Олексій Іванович Соколов був нагороджений двома орденами Червоного Прапора, нагрудним знаком «Почесний працівник НКВС» за № 4143 та представлений до звання Герой Радянського Союзу. У Державному архіві Російської Федерації зберігаються доповідна від 28 січня 1945 року генерал-майора Анатолія Горшкова начальникові Головного управління НКВС генерал-лейтенантові Олександру Леонтьєву з клопотанням про присвоєння майору держбезпеки Соколову звання Героя радянського Союзу та відповідне звернення Леонтьєва до народного комісара внутрішніх справ Тимофія Строкача.
10 березня 1945 року Тимофій Строкач направив Олександру Леонтьєву ще одне клопотання — про нагородження 11 осіб, членів створеної при Волинському обласному управлінні НКВС та Рівненській міжобласній групі НКВС спецгрупи НКВС, серед котрих — кадрові співробітники держбезпеки, МВС та колишні оунівці.
У лютому 1947 року інструктор ЦК КП(б)У С. Крикун повідомляв, що «наявні при УМВС і УНДБ т. зв. спецгрупи наразі не виправдовують себе, а інколи здійснюють грабунки й побиття громадян, чим компрометують органи й викликають незадоволення серед населення».
28 січня 1948 року Політбюро ЦК КП(б)У у своїй постанові «Про стан і заходи зі зміцнення соціалістичної законності і радянського правопорядку в Українській РСР» зазначало, що впродовж лише листопада 1947 року у Закарпатській, Львівській, Тернопільській, Рівненській і Станіславівській областях встановлено 200 випадків протиправних дій.
15 лютого 1949 року військовий прокурор військ МВД Українського округу Г. Кошарський в своїй доповідній Микиті Хрущову писав:

| як показують факти, грубо провокативні і нерозумна робота ряду спецгруп і допущені їхніми учасниками свавілля й насильства над місцевим населенням, не тільки не полегшують боротьбу з бандитизмом, але навпаки, ускладнюють її, підривають авторитет радянської законності та безперечно шкодять справі соціалістичного будівництва в Західних областях України.Оригінальний текст (рос.) как показывают факты, грубо провакационная и неумная работа ряда спецгрупп и допускаемые их участниками произвол и насилия над местным населением, не только не облегчают борьбу с бандитизмом, но наоборот, усложняют её, подрывают авторитет советской законности и бесспорно приносят вред делу социалистического строительства в Западных областях Украины. |
9 червня 1949 року міністр внутрішніх справ УРСР Тимофій Строкач представив міністрові внутрішніх справ СРСР Сергієві Круглову доповідну записку № 582/СМ, де вказувалися випадки дій спецпідрозділів держбезпеки як груп грабіжників:

| За останній час зареєстровано низку випадків, коли особи, які перебувають в агентурнооперативній мережі органів МДБ західних областей України, були організаторами і учасниками грабіжницьких груп. Працівники МДБ вручають їм зброю. Тих, хто має зв'язок зі злочинцями, не контролюють, не виховують, в результаті чого вони, діючи під виглядом ОУНівських бандитів, займаються грабежами і крадіжками у мирного населення.Оригінальний текст (рос.) За последнее время зарегистрирован ряд случаев, когда лица, состоящие в агентурнооперативной сети органов МГБ западных областей Украины, являлись организаторами и участниками грабительских групп. Работники МГБ вручают им оружие. Тех, кто имеет связь с преступниками, не контролируют, не воспитывают, в результате чего они, действуя под видом ОУНовских бандитов, занимаются грабежами и кражами у мирного населения. |
Сучасні прорадянські та проросійські автори здійснюють фальсифікацію історії діяльності груп НКВС, стверджуючи наче ці лжебоївки не чинили злочини проти мирного населення (див. Злочини спецгруп НКВС).

## Легендоване підпілля та псевдопарашутисти
У 1947 році почалося реформування підпільних та повстанських структур. 30 травня 1947 року Романом Шухевичем видано інструкцію, згідно з котрою членів ОУН та УПА повністю зрівняно в підпільній системі. Відтоді й УПА, й ОУН почали називатися збройним підпіллям. Хоча головне командування УПА при цьому й не було розформоване, але частина кадрів отримала директиву спробувати легалізуватись та проникнути до радянських структур.
Реагуючи на такі дії керівництва УПА та ОУН, а також у зв'язку зі значною втратою боєздатності УПА після загибелі 5 березня 1950 року головного командира УПА Романа Шухевича (псевдо «Тарас Чупринка»), на початку 50-х років XX століття на зміну спецгрупам замість знищених справжніх підпільних організацій та проводів ОУН приходить так зване «легендоване підпілля». Причому радянські спецслужби створювали не тільки окремі легендовані підпільні групи, а ще й цілі районні та навіть надрайонні лжепроводи ОУН. Наприклад, упродовж 1951—1953 років діяли два надрайонні (Калуський, Косівський та два окружні Коломийський, Кам'янець-Подільський) лжепроводи та чотири районні лжепроводи ОУН. За допомогою фальшивих проводів, лише до 1954 року і лише на території Станіславської області знищено або захоплено до полону чи арештовано більш як 300 учасників руху опору. У березні 1952 року МДБ із колишніх підпільників створено легендований провід Дрогобицької округи ОУН, котра мала для ОУН особливо важливе значення: саме через неї підтримувався зв'язок із українським підпіллям у Польщі, Чехословаччині та Німеччині, здійснювалася співпраця з українцями Закарпаття та Словаччини. Перед фальшивим проводом було поставлено такі завдання:
- підпорядкування своєму впливові низових ланок оунівського підпілля;
- недопущення створення нових підпільних структур на території лжепроводу;
- заборона бойових акцій та спроб поширення націоналістичної літератури;
- виявлення та перехоплення наявної на території окружного проводу лінії зв'язку ОУН на Україні й Закордонних частин ОУН (ЗЧ ОУН) для подальшого введення туди своєї агентури.

За допомогою цього Дрогобицького легендованого проводу оперативна гра радянських спецслужб із закордонними центрами ОУН проводилася аж по квітень 1960 року, коли провід ЗЧ ОУН, переконавшись у фальшивості контактів із підпіллям на території краю, перервав із ним зв'язок.
Оскільки керівництва ОУН і УПА мали певні сподівання на радянсько-західний збройний конфлікт, який би дозволив відродити державність України, то в 1951—1952 роках чекісти створили ще й спеціальні «парашутні загони» провокаторів, які під виглядом повстанців з'являлися в різних областях України (нібито десантувалися з іноземних літаків). Члени цих «загонів» були одягнені у військову форму американського або англійського зразка з емблемами УПА, нерідко у вишиваних сорочках, вживали в розмові слова англійською мовою й навіть, використовуючи холості патрони, влаштовували бутафорські «перестрілки» з підрозділами МВС та ВВ. А з метою залякування мирного населення «парашутисти» ночами нападали на села, убиваючи людей як «сексотів і зрадників» українських патріотів, що допомагали підпіллю, і також грабували їхнє майно.

## Діяльність на території Польщі
Існують дані й про діяльність спецгруп НКВС проти повстанців та українців й поза межами України.
26 квітня 1945 року під грифом «цілком таємно», заступник начальника управління боротьби з бандитизмом НКВС УРСР капітан Винниченко, направив генерал-лейтенантові Олександру Леонтьєву донесення про діяльність під виглядом УПА спецгрупи НКВС з колишніх націоналістів на чолі з колишнім курінним УПА, Василієм Левочком (повстанське псевдо «Юрченко», використовувався НКВС під псевдонімом «Соколенко»). Згідно з ним, за вказівкою наркома внутрішніх справ УРСР Василя Рясного, у період з 7 по 21 лютого 1945 року на території Польщі була проведена операція з метою ліквідації керівного складу штабу 2-ї військової округи УПА «Буг», сотні УПА «Вовки» під командуванням «Ягоди» (Лукасевича Мар'яна) та Холмського окружного проводу ОУН. На початку лютого, спецгрупа НКВС із 19 осіб, серед них 10 агентів-бойовиків 2-го прикордонного загону військ НКВС, група бойовиків НКВС та радист НКВС з рацією, почали діяти за лінією радянсько-польського кордону під виглядом групи з УПА-Схід у складі, за легендою, 2-х командирів УПА-Схід, поручника, коменданта боївки та її радиста, а також самої боївки в складі 3-х роїв. Сам «Соколенко» виступав у ролі супровідника групи УПА-Схід, котра нібито рухалася до Карпат. Перед спецгрупою було поставлено завдання через відомих агентові НКВС, зраднику «Соколенко», зв'язкових ОУН налагодити зв'язок спецгрупи з окремими керівниками штабу ВО-2 «Буг», сотні «Ягоди» та Холмського окружного проводу ОУН, з'ясувати позицію їх самих та їхніх підрозділів і Холмського проводу й провести відповідні заходи, включно з фізичним знищенням окремих осіб. Виконуючи поставлене завдання, «Соколенко» з'ясував місце розташування сотні «Ягоди», домовився про зустріч із комендантом служби безпеки Холмського окружного проводу ОУН на псевдо «Юрко», плануючи під час неї приступити до ліквідації всього проводу. Та карти сплутали двоє агентів-бойовиків спецгрупи НКВС, котрі напередодні зустрічі прийшли з повинною в окружну СБ ОУН й повідомили про зраду. Після цього прикордонні війська НКВС силами 2-го прикордонного загону і використовуючи отримані від «Соколенка» відомості, негайно почали військову операцію, в котрій взяли активну участь усі члени спецгрупи НКВС. Як наслідок, з 7 лютого по 21 лютого 1945 року:
- з території Польщі виведено й заарештовано — 140 осіб;
- захоплено до полону — 182 особи;
- затримано;— 184 особи;
- добровільно з'явилося з повинною — 5 осіб;
- убито — 60 осіб;

- Усього — 571 особа.

Згідно з тим самим донесенням, серед цієї кількості заарештованих, захоплених до полону, затриманих і тих, хто добровільно з'явилися з повинною, упізнано та викрито слідством 107 осіб керівного складу УПА та ОУН, серед них член окружного проводу ОУН на псевдо «Лоцман», «керівник жіночої сітки районного проводу „Одарка“, центральна зв'язкова Холмського окружного проводу ОУН „Віра“, зам. командира окружної розвідки УПА „Гай“, комендант військово-польової жандармерії УПА, інспектор із кавалерії штабу УПА 2-ї округи — колишній підполковник армії УНР, окружний інспектор з підготовки кадрів УПА».
Ще один приклад імовірної діяльності спецзагону НКВС відбувся 21 січня 1945 року в Павлокомі, селі, з на той час, переважно українським населенням. Незадовго до того з Павлокоми був виведений радянський військовий підрозділ, який там дислокувався. А в той день до села прибув збройний відділ із близько 60 осіб з військовими відзнаками Української повстанської армії, який заарештував та забрав з собою 8 мешканців Павлокоми, сімох поляків та одну українку, що пробувала їх захищати. Заарештовані зникли безслідно. Використавши зникнення місцевих поляків як привід, коли не причину, з 1 по 3 березня 1945 року нерозформованим підрозділом Армії Крайової (АК) під керівництвом поручника Юзефа Бісса на псевдо «Вацлав», разом із групами поляків з навколишніх сіл знищено, за різними оцінками, від 150 до 366 українських мешканців села. Місцеві поляки донині переконані, що вбивство поляків й українки здійснив загін УПА. Натомість Євген Місило, історик із Польщі українського походження, доводить, спираючись на українські повідомлення, що цей злочин здійснив підрозділ НКВС, на що вказує той факт, що у перших місяцях 1945 року на теренах цілого повіту вже не було настільки сильних та численних відділів УПА, які перед тим відступили у гори або були розпорошені, з огляду на величезну кількісну перевагу присутніх у регіоні радянських військ:

| «На той час (з січня по березень 1945 року) в радіусі декількох десятків кілометрів не діяв жоден загін українських повстанців». |
У спогадах Федака (пол. J. Fedak) присутня інформація, що 1 березня українці з Павлокоми вибрали з мешканців села 10 молодих чоловіків й відправили по допомогу до представників ОУН і її Служби безпеки в Явірнику-Руському і Пятковій. За спогадами, перемовини з представниками ОУН та СБ таки відбулися, однак, згідно з ними ж, у можливості надання такої допомоги було відмовлено саме у зв'язку зі значною перевагою польських сил над українськими.
Зате в околицях Павлокоми діяли спецгрупи НКВС і траплялися випадки, коли польські відділи АК та Батальйонів хлопських помилково сприймали їх за українські підрозділи Про діяльність у часи трагедії в сусідніх селах відділу НКВС, стверджує й історик, член головної ради Об'єднання українців у Польщі Олександр Колянчук. Ще одним аргументом на користь переодягнених НКВС є однорідне обмундирування всієї цієї групи, що видавала себе за підрозділ УПА. Тієї ж думки, себто, що вбивство поляків було провокацією агентів радянського НКВС, дотримуються багато інших істориків, як з українського, так і з польського боку.

## Діяльність у Балтійських країнах та Білорусі
Масштаби національно-визвольної боротьби, та, відповідно, антиповстанської діяльності радянських карально-репресивних органів в Україні, зокрема в тій її частині, що була приєднана до УРСР після початку Другої світової війни, та на інших територіях, що були анексовані СРСР з 1 вересня 1939 року, відрізнялись в рази. Так, наприклад, після повторного зайняття Червоною армією цих теренів, упродовж тільки 17 місяців з вересня 1944 року по грудень 1945 року, за офіційними радянськими даними, на території Східної Галичини та Західної Волині було захоплено в полон 96 тисяч 446 членів УПА та ОУН, 41 тисяча 858 осіб здалися добровільно, а 91 тисяча 616 так званих «бандитів» було вбито. Для порівняння, за той же проміжок часу в Білорусі знищено 3 тисячі 320 антикомуністичних партизанів, в Литві — 3 тисячі 935, в Латвії — 925 осіб, а в Естонії — 290 чоловік.

### Діяльність у Балтії
9 січня 1946 року вийшов інструктивний лист начальника Головного управління боротьби з бандитизмом НКВС СРСР Олександра Леонтьєва усім начальникам оперативних секторів НКВС-НКДБ Литовської РСР про досвід використання спецгруп під виглядом УПА на території західних областей УРСР.
26 березня того ж 1946 року Олександром Леонтьєвим до Литви зі спеціальним завданням направляється майор Соколов «як особа, яка має практичний досвід, що стосується організації і роботи спецгруп». За діяльність у період з весни 1946 року по літо 1950 року включно проти борців за незалежність Литви Олексій Соколов отримав від влади орден Вітчизняної війни I ступеня та Почесну грамоту від Верховної Ради Литовської РСР.
Генерал-майором НКВС Наумом Ейтінгоном в період з лютого по вересень 1951 року() з залученням двох спецгруп була проведена операція з пошуку та знешкодженню одного з керівників литовського підпілля Юозоса Лукші «Даумантаса». 4 вересня 1951 року Юозас Лукша був застрелений радянським агентом-бойовиком Хайнаускасом.
19 січня 1953 року міністр МДБ Литви генерал-лейтенант Петро Кондаков у своєму звіті керівництву держбезпеки СРСР писав:

| «Особливо позитивні результати в ліквідації бандитизму були досягнуті після застосування таких форм агентурної роботи, як створення агентурно-бойових груп, спрямованих проти банд, оперативне використання таємно затриманих керівників бандитів і їх вербування нашою спецагентурою як легендованих представників банд, штабів та центрів опору. У нашому віданні успішно діють декілька лжепартизанських з'єднань. Завдяки формуванню легендованих бандгруп нам вдалося взяти під агентурний контроль найсерйозніші організаційні бандитські одиниці, знищити організаційну структуру формувань, що залишилися, паралізувати їх активну терористичну діяльність.»Оригінальний текст (рос.) «Особенно положительные результаты в ликвидации бандитизма были достигнуты после применения таких форм агентурной работы, как создание агентурно-боевых групп, направленных против банд, оперативное использование тайно задержанных руководителей бандитов и их вербовка нашей спецагентурой в качестве легендированных представителей банд, штабов и центров сопротивления. В нашем ведении успешно действуют несколько лжепартизанских соединений. Благодаря формированию легендированных бандгрупп нам удалось взять под агентурный контроль самые серьезные организационные бандитские единицы, уничтожить организационную структуру оставшихся формирований, парализовать их активную террористическую деятельность». |
У рапорті за 18 квітня 1953 року той же Петро Кондаков підсумовував, що на той момент Міністерство держбезпеки Литовської РСР провело 240 комбінацій, причому лише з початку 1953 року була захоплено в полон 72 керівника литовського підпілля, з яких 18 осіб були завербовані органами, 23 особи використовувалися ними для інших оперативних цілей, а решту — заарештовані з подальшим засудженням.
У 1961 році вийшла друком книга під назвою «Литовські, латиські, естонські буржуазні націоналісти» (рос. «Литовские, латышские, эстонские буржуазные националисты»), в котрій приведено й інші приклади діяльності спецгруп на території Балтійських республік. Зокрема, детально описано епізод організації такої спецгрупи з п'яти бойовиків під командуванням захопленого до полону на території Польщі та завербованого каральними органами керівника округу «Дайнава» Савейкіса. За твердженням авторів завдяки діям цієї спецгрупи вдалось «очистити» від національно-визвольних формувань територію 10 адміністративних районів, що до того не вдавалося здійснити за допомогою близько 50 оперативників та полку внутрішніх військ СРСР. За даними інтернету книга «Литовські, латиські, естонські буржуазні націоналісти» вийшла під грифом «Секретно» як навчальний посібник ВШ КДБ при Раді Міністрів СРСР. В Україні вищезазначена книга була в списках розсекречених архівів СБУ і могла потрапити у відкритий доступ з жовтня 2008 року.

### Діяльність у Білорусі
Починаючи з 1946 року радянські карально-репресивні органи розпочали масштабну боротьбу з місцевими повстанцями і на території Білорусі. Першим регіоном, в котрому була проведена антипартизанська операція, стала Молодечненська область. Територію області умовно розділили на так звані оперативні ділянки, в котрі НКВС і НКДБ направило свої спецгрупи. Після «зачистки» від повстанців однієї з таких ділянок спецгрупи перекидались керівництвом на іншу. Унаслідок антипартизанської діяльності лише за 5 місяців 1946 року було зліквідовано 25 повстанських загонів, а сумарно з початку 1946 року до червня в Білорусі було знищено 97 загонів білоруських повстанців та організацій підпільників з кількісним складом по 40-50 осіб в кожній.[неавторитетне джерело]
Після процесу розпаду СРСР документи КДБ і радянського міністерства оборони, що зберігалися в місцевих та галузевих архівах союзних республік, в Україні та країнах Балтії були поступово розсекречені, натомість у Білорусі вони, як і раніше, закриті для дослідників. Тому повоєнна історія білоруського національно-визвольного антирадянського опору та діяльність спецгруп в Білорусі через закритість архівів й до сьогодні лишається маловивченою[неавторитетне джерело].

## Зауваги
1. ↑  З передмови НРУ до опублікованої доповідної записки МДБ УРСР 1949 року «Про використання спеціальних агентурно-бойових груп з ліквідації підпілля ОУН і його збройних банд у західних областях Української РСР»: «І хоч підпілля так і називається в публікованому документі, проте щодо партизанських загонів та місцевого населення у документі МГБ використовується лексика притаманна кожному окупаційному режимові відносно окупованого народу. Партизанські загони називаються озброєними бандами, бандитськими формуваннями, а та частина населення, яка, або допомагала, або просто співчувала українському національному визвольному рухові, у кінці 40-х років, іменувалася спільниками «бандитів» («бандпособниками»)[12]."
2. ↑  Не залишило без уваги радянське керівництво колишніх учасників визвольних змагань і після відбуття покарань, використовуючи метод «батога та пряника». Станом на 1 грудня 1956 року в західні області УРСР після звільнення з тюрем та заслань повернулось 60 тисяч осіб, засуджених як за участь у повстанському русі, так і за інші так звані «контрреволюційні злочини»[27]. Але ще 9 листопада 1956 року Президією Верховної Ради УРСР прийнято указ «Про заборону колишнім керівникам і активним учасникам українського націоналістичного підпілля, які відбули засудження і покарання, повертатись у західні області УРСР». «Пряником» виступало організоване переселення, тобто так звані «оргнабори» населення на роботу переважно на схід (відновлення шахт та промислових підприємств) та південь України (освоєння степової зони). А тих, хто все-таки залишався на території Західної України, поставили на відповідний облік карально-репресивних органів СРСР.[7]
3. ↑  «Українськими» загони називалися не в останню чергу через місце їх формування, хоча загони достатньо великий період часу діяли поза межами України. Та й національний та класовий склад цих загонів суттєво відрізнявся від населення України. Згідно з переписом, станом на 17 січня 1939 року в УРСР українці складали не менше 76%[42]. За даними доктора політичних наук, старшого наукового співробітника відділу теорії та історії політики Інституту політичних і етнонаціональних досліджень ім. І. Ф. Кураса НАН України Владислава Гриневича, навіть з 1943 року, коли «значна частина населення почала реабілітовуватися перед наступаючою ЧА» й масовіше пішла в партизани, наприклад, у з'єднаннях Сидора Ковпака та Олексія Федорова по національному складу українці не складали навіть понад 50%. Так само, серед особового складу менше половини складали селяни, хоча в тогочасній УРСР селянство становило 70-72% усього населення.[43]
4. ↑  Дмитро Вєдєнєєв в своїй книзі рос. «Одиссея Василия Кука. Военно-политический портрет последнего командующего УПА.» вказує справжні дані так званого «капітана Короткова» — насправді це капітан держбезпеки Віктор Кащєєв (рос. Виктор Кащеев)[33].
5. ↑  Автором «записки» був тогочасний замісник начальника управління 2-Н МДБ УРСР підполковник Леонід Пастельняк[92], котрий склав її для міністра держбезпеки УРСР в 1943—1949 роках генерал-лейтенанта Сергія Савченка[93], а останній, ознайомившись, віддав наказ переслати копії «записки» під грифом «Цілком таємно» всім начальникам управлінь МДБ західноукраїнських областей.[94]
6. ↑  Як командири спецгруп, що писали звіти про свої операції, так і укладачі «записки», що ці звіти узагальнювали, були погано обізнані з географією західних областей України, користувались іноземними топографічними картами, а тому часто до невпізнання перекручували назви місцевостей, перекладаючи їх з польської мови на російську. Так, наприклад, укладачі «записки» в 1949 році називають населений пункт «Льдзінами», хоч село носило назву Льдзяне, і то лишень до 1939 року, коли було перейменоване в Вербівку[112][113].
7. ↑  Сумарно на 3993 вбитих, захоплених в полон та арештованих спецгрупами НКВС «бандитів» припадає захопленої в вигляді трофеїв аж … 722 одиниці вогнепальної зброї та 216 гранат.[7]
8. ↑  Більше того, замість загальноприйнятого в СРСР обмеження віку призову до 50 років, примусова мобілізація військовозобов'язаних на територіях Західної України, звільненої від німців, проводилася у віці від 18 до 52 років. А наприкінці 1944 року у західних областях розпочався ще так званий «достроковий призов» 17-річних, під час якого, наприклад, станом на березень 1945 року, тільки у Львівському окрузі було призвано 30 тисяч 799 осіб, з яких майже 10 тисяч відразу відправили до військових частин. Після короткочасного кількаденного вишколу (8 днів — у запасному полку і до 10 днів — у стрілецьких полках і дивізіях на передовій) їх відправляли у бій як «гарматне м'ясо». Незважаючи на справді значний вплив ОУН на місцеве населення у тій же Галичині чи на Волині, і, як наслідок, велику кількість осіб, що намагались ухилитись від примусової мобілізації (наприклад, у серпні 1944 року у Львівській області з 52 693 осіб було призвано тільки 33 800 чоловік, на Станіславщині станом на 21 серпня 1944 року мали з'явитися до районних військових комісаріатів 30 268 призовників, а фактично прийшло лише близько 15 тисяч чоловік[118], а станом на 1 вересня того ж року план мобілізації, встановлений для армій Першого Українського фронту, був виконаний лише на 56 %[119]), за роки Другої світової війни з західноукраїнського регіону було мобілізовано понад 600 тисяч осіб.[120]
9. ↑  Для порівняння у ставленні: У травні-червні 1943 року на тих же теренах нинішніх Львівської, Тернопільської та Івано-Франківської областей, (згодом був створений і Волинський легіон) німецькі окупанти проводили добровільний, а не примусовий, набір українців до дивізії «Галичина», станом на 18 червня 1943 року вже записалося 84 тисячі добровольців, з котрих у дивізію зараховано лише 13 тисяч. Попереднього дня перші ешелони з майбутніми дивізійниками направились не на фронт, а в глибокий тил, на рекрутську підготовку та перепідготовку. І тільки більш ніж за рік, 28 червня 1944 року, дивізія була введена наказом командувача групою «Північна Україна» генерал-фельдмаршала Вальтера Моделя до складу 13-го корпусу 4-ї танкової армії вермахту й зайняла другу (запасну) лінію оборони на дільниці корпусу.
10. ↑  За період 1944—1956 років карально-репресивними органами СРСР було ліквідовано 563 різних проводів ОУН, серед них 1 центральний провід ОУН, 10 крайових, 32 обласних та окружних проводів, 84 надрайонних та 436 районних проводів ОУН, а також 1888 груп націоналістичного підпілля. Серед загиблих або заарештованих повстанців і підпільників — 21 член центрального проводу ОУН, 154 — крайових, 57 — обласних, 303 — окружних, 2800 членів надрайонних та районних проводів ОУН, а також 4000 керівників окремих підпільних груп.[2]
11. ↑  Напередодні Другої світової війни в Павлокомі налічувалось 1370 мешканців, у тому числі 1190 українців, 170 поляків (із них 100 колоністів) і десятьох євреїв[173]. Протягом війни у результаті вивезень на примусові роботи до Третього Рейху і СРСР кількість жителів зменшилася. У січні 1945 року сільський солтис подав новий список, згідно з яким у Павлокомі проживало 366 поляків і 735 українців[174]. У селі діяла законспірована структура ОУН, станом на 1998 рік були відомі прізвища принаймні 50 її членів та симпатиків[175].
12. ↑  У жовтні 1951 року Ейтінгон був заарештований у «справі про сіоністську змову в МДБ»